# Chine aux Jeux olympiques d'été de 2020
La Chine participe aux Jeux olympiques de 2020 à Tokyo au Japon du 23 juillet au 8 août 2021. Il s'agit de sa 11e participation à des Jeux d'été.
Le Comité international olympique autorise à partir de ces Jeux à ce que les délégations présentent deux porte-drapeaux, une femme et un homme, pour la cérémonie d'ouverture. Le taekwondoïste Zhao Shuai et la joueuse de volley-ball Zhu Ting sont nommés par le Comité olympique chinois.

## Médaillés

### Médaillés d'or
| Sport           | Discipline                              | Athlète(s)                                                               | Performance                                              | Date       |
| --------------- | --------------------------------------- | ------------------------------------------------------------------------ | -------------------------------------------------------- | ---------- |
| Athlétisme      | Lancer du poids féminin                 | Gong Lijiao                                                              | 20,58 m                                                  | 1er août   |
| Athlétisme      | Lancer du javelot féminin               | Liu Shiying                                                              | 66,34 m                                                  | 6 août     |
| Aviron          | Quatre de couple féminin                | Chen Yunxia, Cui Xiaotong, Lü Yang, Shang Ling                           | 6 min 5 s 13 WB                                          | 28 juillet |
| Badminton       | Double mixte                            | Wang Yilyu Huang Dongping                                                | Zheng Siwei / Huang Yaqiong Victoire 21-17, 17-21, 21-19 | 30 juillet |
| Badminton       | Simple dames                            | Chen Yufei                                                               | Tai Tzu-ying Victoire 21-18, 19-21, 21-18                | 1er août   |
| Canoë-kayak     | C2 500 m femmes                         | Sun Mengya Xu Shixiao                                                    | 1 min 55 s 495                                           | 7 août     |
| Cyclisme        | Vitesse par équipes féminine            | Bao Shanju Zhong Tianshi                                                 | Allemagne Victoire 31 s 895                              | 2 août     |
| Escrime         | Épée féminine individuelle              | Sun Yiwen                                                                | Ana Maria Popescu Victoire 11-10                         | 24 juillet |
| Gymnastique     | Anneaux hommes                          | Liu Yang                                                                 | 15,500 points                                            | 2 août     |
| Gymnastique     | Barres parallèles hommes                | Zou Jingyuan                                                             | 16,233 points                                            | 3 août     |
| Gymnastique     | Poutre femmes                           | Guan Chenchen                                                            | 14,633 points                                            | 3 août     |
| Haltérophilie   | Moins de 49 kg femmes                   | Hou Zhihui                                                               | 210 kg OR                                                | 24 juillet |
| Haltérophilie   | Moins de 61 kg hommes                   | Li Fabin                                                                 | 313 kg OR                                                | 25 juillet |
| Haltérophilie   | Moins de 67 kg hommes                   | Chen Lijun                                                               | 332 kg OR                                                | 25 juillet |
| Haltérophilie   | Moins de 73 kg hommes                   | Shi Zhiyong                                                              | 364 kg WR, OR                                            | 28 juillet |
| Haltérophilie   | Moins de 81 kg hommes                   | Lu Xiaojun                                                               | 374 kg OR                                                | 31 juillet |
| Haltérophilie   | Moins de 87 kg femmes                   | Wang Zhouyu                                                              | 270 kg                                                   | 2 août     |
| Haltérophilie   | Plus de 87 kg femmes                    | Li Wenwen                                                                | 320 kg OR                                                | 2 août     |
| Natation        | 200 m papillon féminin                  | Zhang Yufei                                                              | 2 min 3 s 86 OR                                          | 29 juillet |
| Natation        | 4 x 200 m nage libre féminin            | Li Bingjie, Tang Muhan, Yang Junxuan, Zhang Yufei, Dong Jie, Zhang Yifan | 7 min 40 s 33 WR                                         | 29 juillet |
| Natation        | 200 m 4 nages masculin                  | Wang Shun                                                                | 1 min 55 s 0 AS                                          | 30 juillet |
| Plongeon        | Tremplin à 3 mètres synchronisé femmes  | Shi Tingmao Wang Han                                                     | 326,40 points                                            | 25 juillet |
| Plongeon        | Haut-vol à 10 mètres synchronisé femmes | Chen Yuxi Zhang Jiaqi                                                    | 363,78 points                                            | 27 juillet |
| Plongeon        | Tremplin à 3 mètres synchronisé hommes  | Wang Zongyuan Xie Siyi                                                   | 467,82 points                                            | 28 juillet |
| Plongeon        | Tremplin à 3 mètres femmes              | Shi Tingmao                                                              | 383,50 points                                            | 1er août   |
| Plongeon        | Tremplin à 3 mètres hommes              | Xie Siyi                                                                 | 558,75 points                                            | 3 août     |
| Plongeon        | Haut-vol à 10 mètres femmes             | Quan Hongchan                                                            | 466,20 points                                            | 5 août     |
| Plongeon        | Haut-vol à 10 mètres hommes             | Cao Yuan                                                                 | 582,35 points                                            | 7 août     |
| Tennis de table | Simple dames                            | Chen Meng                                                                | Sun Yingsha Victoire 4-2                                 | 29 juillet |
| Tennis de table | Simple messieurs                        | Ma Long                                                                  | Fan Zhendong Victoire 4-2                                | 30 juillet |
| Tennis de table | Par équipes femmes                      | Chen Meng Sun Yingsha Wang Manyu                                         | Japon Victoire 3-0                                       | 5 août     |
| Tennis de table | Par équipes hommes                      | Fan Zhendong Ma Long Xu Xin                                              | Allemagne Victoire 3-0                                   | 6 août     |
| Tir             | Carabine à 10 m air comprimé femmes     | Yang Qian                                                                | 251,8 points                                             | 24 juillet |
| Tir             | Pistolet à 10 m air comprimé mixte      | Jiang Ranxin Pang Wei                                                    | ROC Victoire 16-14                                       | 27 juillet |
| Tir             | Carabine à 10 m air comprimé mixte      | Yang Qian Yang Haoran                                                    | États-Unis Victoire 17-13                                | 27 juillet |
| Tir             | Carabine à 50 m 3 positions hommes      | Zhang Changhong                                                          | 466,0 points WR, OR                                      | 2 août     |
| Trampoline      | Concours femmes                         | Zhu Xueying                                                              | 56,635 points                                            | 30 juillet |
| Voile           | RS:X femmes                             | Lu Yunxiu                                                                | 36 points                                                | 31 juillet |

### Médaillés d'argent
| Sport                 | Discipline                          | Athlète(s)                                                                                         | Performance                                             | Date       |
| --------------------- | ----------------------------------- | -------------------------------------------------------------------------------------------------- | ------------------------------------------------------- | ---------- |
| Athlétisme            | Lancer du marteau féminin           | Wang Zheng                                                                                         | 77,03 m                                                 | 3 août     |
| Athlétisme            | Triple saut masculin                | Zhu Yaming                                                                                         | 17,57 m                                                 | 5 août     |
| Badminton             | Double mixte                        | Zheng Siwei Huang Yaqiong                                                                          | Wang Yilyu / Huang Dongping Défaite 17-21, 21-17, 19-21 | 30 juillet |
| Badminton             | Double hommes                       | Li Junhui Liu Yuchen                                                                               | Lee Yang / Wang Chi-lin Défaite 18-21, 12-21            | 31 juillet |
| Badminton             | Double dames                        | Chen Qingchen Jia Yifan                                                                            | Greysia Polii / Apriyani Rahayu Défaite                 | 2 août     |
| Badminton             | Simple hommes                       | Chen Long                                                                                          | Viktor Axelsen Défaite 15-21, 12-21                     | 2 août     |
| Boxe                  | Poids welters femmes                | Gu Hong                                                                                            | Busenaz Sürmeneli Défaite 0-3                           | 7 août     |
| Boxe                  | Poids moyens femmes                 | Li Qian                                                                                            | Lauren Price Défaite 0-5                                | 8 août     |
| Canoë-kayak           | C2 1 000 m hommes                   | Liu Hao Zheng Pengfei                                                                              | 3 min 25 s 198                                          | 3 août     |
| Canoë-kayak           | C1 1 000 m hommes                   | Liu Hao                                                                                            | 4 min 5 s 724                                           | 7 août     |
| Gymnastique           | Concours général individuel hommes  | Xiao Ruoteng                                                                                       | 88,065 points                                           | 28 juillet |
| Gymnastique           | Anneaux hommes                      | You Hao                                                                                            | 15,300 points                                           | 2 août     |
| Gymnastique           | Poutre femmes                       | Tang Xijing                                                                                        | 14,233 points                                           | 3 août     |
| Haltérophilie         | Moins de 55 kg femmes               | Liao Qiuyun                                                                                        | 223 kg                                                  | 26 juillet |
| Karaté                | Moins de 61 kg femmes               | Yin Xiaoyan                                                                                        | Jovana Preković Défaite 0-0 (Hanteï)                    | 6 août     |
| Lutte                 | Lutte libre moins de 53 kg femmes   | Pang Qianyu                                                                                        | Mayu Mukaida Défaite 4-5                                | 6 août     |
| Lutte                 | Lutte libre moins de 50 kg femmes   | Sun Yanan                                                                                          | Yui Susaki Défaite 0-10                                 | 7 août     |
| Natation              | 100 m papillon féminin              | Zhang Yufei                                                                                        | 55 s 64                                                 | 26 juillet |
| Natation              | 4 x 100 m 4 nages mixte             | Xu Jiayu, Yang Junxuan, Yan Zibei, Zhang Yufei                                                     | 3 min 38 s 86                                           | 31 juillet |
| Natation synchronisée | Duo                                 | Huang Xuechen Sun Wenyan                                                                           | 192,449 9 points                                        | 4 août     |
| Natation synchronisée | Ballet                              | Feng Yu, Guo Li, Huang Xuechen, Liang Xinping, Sun Wenyan, Wang Qianyi, Xiao Yanning, Yin Chengxin | 193,531 0 points                                        | 7 août     |
| Plongeon              | Haut-vol à 10 m synchronisé hommes  | Cao Yuan Chen Aisen                                                                                | 470,58 points                                           | 26 juillet |
| Plongeon              | Tremplin à 3 m femmes               | Wang Han                                                                                           | 348,75 points                                           | 1er août   |
| Plongeon              | Tremplin à 3 m hommes               | Wang Zongyuan                                                                                      | 534,90 points                                           | 3 août     |
| Plongeon              | Haut-vol à 10 m femmes              | Chen Yuxi                                                                                          | 425,40 points                                           | 5 août     |
| Plongeon              | Haut-vol à 10 m hommes              | Yang Jian                                                                                          | 580,40 points                                           | 7 août     |
| Tennis de table       | Double mixte                        | Xu Xin Liu Shiwen                                                                                  | Japon Défaite 3-4                                       | 26 juillet |
| Tennis de table       | Simple dames                        | Sun Yingsha                                                                                        | Chen Meng Défaite 2-4                                   | 29 juillet |
| Tennis de table       | Simple messieurs                    | Fan Zhendong                                                                                       | Ma Long Défaite 2-4                                     | 30 juillet |
| Tir                   | Carabine à 10 m air comprimé hommes | Sheng Lihao                                                                                        | 250,9 points                                            | 25 juillet |
| Trampoline            | Concours femmes                     | Liu Lingling                                                                                       | 56,350 points                                           | 30 juillet |
| Trampoline            | Concours hommes                     | Dong Dong                                                                                          | 61,235 points                                           | 31 juillet |

### Médaillés de bronze
| Sport               | Discipline                                | Athlète(s)                                                                                    | Performance                 | Date       |
| ------------------- | ----------------------------------------- | --------------------------------------------------------------------------------------------- | --------------------------- | ---------- |
| Athlétisme          | 20 km marche féminin                      | Liu Hong                                                                                      | 1 h 29 min 57 s             | 6 août     |
| Athlétisme          | 4 × 100 m masculin                        | Su Bingtian, Wu Zhiqiang,Tang Xingqiang, Xie Zhenye, Yan Haibin                               | 37 s 79 (NR)                | 6 août     |
| Aviron              | Deux de couple masculin                   | Liang Zhang Liu Zhiyu                                                                         | 6 min 3 s 63                | 28 juillet |
| Aviron              | Huit féminin                              | Wang Zifeng Wang Yuwei Xu Fei Miao Tian Zhang Min Ju Rui Li Jingjing Guo Linlin Zhang Dechang | 6 min 1 s 21                | 30 juillet |
| Basket-ball à trois | Tournoi féminin                           | Wan Jiyuan, Wang Lili, Yang Shuyu, Zhang Zhiting                                              | France Victoire 16-14       | 28 juillet |
| Gymnastique         | Concours général par équipes hommes       | Lin Chaopan, Sun Wei, Xiao Ruoteng, Zou Jingyuan                                              | 261,894 points              | 26 juillet |
| Gymnastique         | Sol hommes                                | Xiao Ruoteng                                                                                  | 14,766 points               | 1er août   |
| Karaté              | Plus de 61 kg femmes                      | Gong Li                                                                                       | Iryna Zaretska Défaite 2-7  | 6 août     |
| Lutte               | Lutte gréco-romaine moins de 60 kg hommes | Walihan Sailike                                                                               | Lenur Temirov Victoire 1-1  | 2 août     |
| Lutte               | Lutte libre moins de 76 kg femmes         | Zhou Qian                                                                                     | Hiroe Minagawa Victoire 2-0 | 2 août     |
| Natation            | 400 m nage libre féminin                  | Li Bingjie                                                                                    | 4 min 1 s 8 AS              | 26 juillet |
| Taekwondo           | Moins de 68 kg hommes                     | Zhao Shuai                                                                                    | Lee Dae-hoon Victoire 17-15 | 25 juillet |
| Tir                 | Pistolet à air comprimé 10 m hommes       | Pang Wei                                                                                      | 217,6 points                | 24 juillet |
| Tir                 | Pistolet à 10 m air comprimé femmes       | Jiang Ranxin                                                                                  | 218,0 points                | 25 juillet |
| Tir                 | Carabine à 10 m air comprimé hommes       | Yang Haoran                                                                                   | 229,4 points                | 25 juillet |
| Tir                 | Skeet femmes                              | Wei Meng                                                                                      | 46 points                   | 26 juillet |
| Tir                 | Pistolet à 25 m femmes                    | Xiao Jiaruixuan                                                                               | 29 points                   | 30 juillet |
| Tir                 | Pistolet à 25 m hommes tir rapide         | Li Yuehong                                                                                    | 26 points                   | 2 août     |
| Voile               | RS:X hommes                               | Bi Kun                                                                                        | 75 points                   | 31 juillet |

### Statistiques (par sport, par jour, par sexe, multi-médaillés)
| Sport                 |    |    |    | Total |
| --------------------- | -- | -- | -- | ----- |
| Athlétisme            | 2  | 2  | 2  | 6     |
| Aviron                | 1  | 0  | 2  | 3     |
| Badminton             | 2  | 4  | 0  | 6     |
| Basket-ball           | 0  | 0  | 1  | 1     |
| Boxe                  | 0  | 2  | 0  | 2     |
| Canoë-kayak           | 1  | 2  | 0  | 3     |
| Cyclisme              | 1  | 0  | 0  | 1     |
| Escrime               | 1  | 0  | 0  | 1     |
| Gymnastique           | 4  | 5  | 2  | 11    |
| Haltérophilie         | 7  | 1  | 0  | 8     |
| Karaté                | 0  | 1  | 1  | 2     |
| Lutte                 | 0  | 2  | 2  | 4     |
| Natation              | 3  | 2  | 1  | 6     |
| Natation synchronisée | 0  | 2  | 0  | 2     |
| Plongeon              | 7  | 5  | 0  | 12    |
| Taekwondo             | 0  | 0  | 1  | 1     |
| Tennis de table       | 4  | 3  | 0  | 7     |
| Tir                   | 4  | 1  | 6  | 11    |
| Voile                 | 1  | 0  | 1  | 2     |
| Total                 | 38 | 32 | 19 | 89    |

| Jour       |    |    |    | Total |
| ---------- | -- | -- | -- | ----- |
| 24 juillet | 3  | 0  | 1  | 4     |
| 25 juillet | 3  | 1  | 3  | 7     |
| 26 juillet | 0  | 4  | 3  | 7     |
| 27 juillet | 3  | 0  | 0  | 3     |
| 28 juillet | 3  | 1  | 2  | 6     |
| 29 juillet | 3  | 1  | 0  | 4     |
| 30 juillet | 4  | 3  | 2  | 9     |
| 31 juillet | 2  | 3  | 1  | 6     |
| 1er août   | 3  | 1  | 1  | 5     |
| 2 août     | 5  | 3  | 3  | 11    |
| 3 août     | 3  | 4  | 1  | 8     |
| 4 août     | 0  | 1  | 0  | 1     |
| 5 août     | 2  | 2  | 0  | 4     |
| 6 août     | 2  | 2  | 1  | 5     |
| 7 août     | 2  | 5  | 1  | 8     |
| 8 août     | 0  | 1  | 0  | 1     |
| Total      | 38 | 32 | 19 | 89    |

| Sexe   |    |    |    | Total |
| ------ | -- | -- | -- | ----- |
| Femmes | 22 | 16 | 9  | 47    |
| Hommes | 13 | 13 | 10 | 36    |
| Mixte  | 3  | 3  | 0  | 6     |
| Total  | 38 | 32 | 19 | 89    |

| Athlète       | Sport                 |   |   |   | Total |
| ------------- | --------------------- | - | - | - | ----- |
| Zhang Yufei   | Natation              | 2 | 2 | 0 | 4     |
| Yang Qian     | Tir                   | 2 | 0 | 0 | 2     |
| Shi Tingmao   | Plongeon              | 2 | 0 | 0 | 2     |
| Xie Siyi      | Plongeon              | 2 | 0 | 0 | 2     |
| Chen Meng     | Tennis de table       | 2 | 0 | 0 | 2     |
| Ma Long       | Tennis de table       | 2 | 0 | 0 | 2     |
| Yang Junxuan  | Natation              | 1 | 1 | 0 | 2     |
| Wang Han      | Plongeon              | 1 | 1 | 0 | 2     |
| Wang Zongyuan | Plongeon              | 1 | 1 | 0 | 2     |
| Chen Yuxi     | Plongeon              | 1 | 1 | 0 | 2     |
| Cao Yuan      | Plongeon              | 1 | 1 | 0 | 2     |
| Sun Yingsha   | Tennis de table       | 1 | 1 | 0 | 2     |
| Fan Zhendong  | Tennis de table       | 1 | 1 | 0 | 2     |
| Xu Xin        | Tennis de table       | 1 | 1 | 0 | 2     |
| Pang Wei      | Tir                   | 1 | 0 | 1 | 2     |
| Jiang Ranxin  | Tir                   | 1 | 0 | 1 | 2     |
| Yang Haoran   | Tir                   | 1 | 0 | 1 | 2     |
| Li Bingjie    | Natation              | 1 | 0 | 1 | 2     |
| Zou Jingyuan  | Gymnastique           | 1 | 0 | 1 | 2     |
| Liu Hao       | Canoë-kayak           | 0 | 2 | 0 | 2     |
| Huang Xuechen | Natation synchronisée | 0 | 2 | 0 | 2     |
| Sun Wenyan    | Natation synchronisée | 0 | 2 | 0 | 2     |
| Xiao Ruoteng  | Gymnastique           | 0 | 1 | 2 | 3     |

## Athlètes engagés
| Sport                 | Femmes | Hommes | Total |
| --------------------- | ------ | ------ | ----- |
| Athlétisme            | 27     | 33     | 50    |
| Aviron                | 21     | 7      | 28    |
| Badminton             | 8      | 6      | 14    |
| Basket-ball           | 12     | 0      | 12    |
| Basket-ball 3x3       | 4      | 4      | 8     |
| Boxe                  | 3      | 3      | 6     |
| Canoë-kayak           | 9      | 6      | 15    |
| Cyclisme              | 5      | 3      | 8     |
| Équitation            | 0      | 6      | 6     |
| Escalade              | 1      | 1      | 2     |
| Escrime               | 9      | 5      | 14    |
| Football              | 22     | 0      | 22    |
| Golf                  | 2      | 2      | 4     |
| Gymnastique           | 13     | 8      | 21    |
| Haltérophilie         | 4      | 4      | 8     |
| Hockey sur gazon      | 16     | 0      | 16    |
| Judo                  | 6      | 0      | 6     |
| Karaté                | 2      | 0      | 2     |
| Lutte                 | 6      | 5      | 11    |
| Natation              | 19     | 11     | 30    |
| Natation synchronisée | 8      | -      | 8     |
| Pentathlon moderne    | 2      | 2      | 4     |
| Plongeon              | 5      | 5      | 10    |
| Rugby à sept          | 13     | 0      | 13    |
| Skateboard            | 2      | 0      | 2     |
| Taekwondo             | 4      | 2      | 6     |
| Tennis                | 5      | 0      | 5     |
| Tennis de table       | 4      | 3      | 7     |
| Tir                   | 14     | 10     | 24    |
| Tir à l'arc           | 3      | 3      | 6     |
| Triathlon             | 1      | 0      | 1     |
| Voile                 | 7      | 5      | 12    |
| Volley-ball           | 16     | 0      | 16    |
| Water-polo            | 13     | 0      | 13    |
| Total                 | 288    | 125    | 413   |

## Résultats

### Athlétisme
| Athlète                                           | Épreuve                   | 1er tour      | 1er tour    | Demi-finale   | Demi-finale | Finale          | Finale                              |
| Athlète                                           | Épreuve                   | Temps         | Rang        | Temps         | Rang        | Temps           | Rang                                |
| ------------------------------------------------- | ------------------------- | ------------- | ----------- | ------------- | ----------- | --------------- | ----------------------------------- |
| Su Bingtian                                       | 100 m masculin            | 10 s 5        | 2e          | 9 s 83 AS     | 1er         | 9 s 98          | 6e                                  |
| Xie Zhenye                                        | 100 m masculin            | 10 s 16       | 5e          | Éliminé       | Éliminé     | Éliminé         | Éliminé                             |
| Wu Zhiqiang                                       | 100 m masculin            | 10 s 18       | 4e          | Éliminé       | Éliminé     | Éliminé         | Éliminé                             |
| Xie Zhenye                                        | 200 m masculin            | 20 s 34       | 4e          | 20 s 45       | 7e          | Éliminé         | Éliminé                             |
| Xie Wenjun                                        | 110 m haies               | 13 s 51       | 4e          | 13 s 58       | 5e          | Éliminé         | Éliminé                             |
| Dong Guojian                                      | Marathon masculin         | Non disputé   | Non disputé | Non disputé   | Non disputé | 2 h 21 min 35 s | 57e                                 |
| Peng Jianhua                                      | Marathon masculin         | Non disputé   | Non disputé | Non disputé   | Non disputé | 2 h 16 min 39 s | 32e                                 |
| Yang Shaohui                                      | Marathon masculin         | Non disputé   | Non disputé | Non disputé   | Non disputé | 2 h 14 min 58 s | 19e                                 |
| Cai Zelin                                         | 20 km marche masculin     | Non disputé   | Non disputé | Non disputé   | Non disputé | 1 h 26 min 39 s | 26e                                 |
| Wang Kaihua                                       | 20 km marche masculin     | Non disputé   | Non disputé | Non disputé   | Non disputé | 1 h 22 min 3 s  | 7e                                  |
| Zhang Jun                                         | 20 km marche masculin     | Non disputé   | Non disputé | Non disputé   | Non disputé | 1 h 22 min 16 s | 8e                                  |
| Bian Tongda                                       | 50 km marche              | Non disputé   | Non disputé | Non disputé   | Non disputé | 3 h 52 min 1 s  | 7e                                  |
| Luo Yadong                                        | 50 km marche              | Non disputé   | Non disputé | Non disputé   | Non disputé | 4 h 6 min 17 s  | 28e                                 |
| Wang Qin                                          | 50 km marche              | Non disputé   | Non disputé | Non disputé   | Non disputé | 3 h 59 min 35 s | 21e                                 |
| Tang Xingqiang Xie Zhenye Su Bingtian Wu Zhiqiang | Relais 4 × 100 m masculin | 37 s 92       | 1er         | Non disputé   | Non disputé | 37 s 79         | 4e                                  |
| Ge Manqi                                          | 100 m féminin             | 11 s 20       | 4e          | 11 s 22       | 7e          | Éliminée        | Éliminée                            |
| Liang Xiaojing                                    | 100 m féminin             | 11 s 40       | 5e          | Éliminée      | Éliminée    | Éliminée        | Éliminée                            |
| Wei Yongli                                        | 100 m féminin             | 11 s 48       | 6e          | Éliminée      | Éliminée    | Éliminée        | Éliminée                            |
| Wang Chunyu                                       | 800 m féminin             | 2 min 0 s 5   | 3e          | 1 min 59 s 14 | 2e          | 1 min 57 s 0    | 5e                                  |
| Chen Jiamin                                       | 100 m haies               | 13 s 9        | 5e          | Éliminée      | Éliminée    | Éliminée        | Éliminée                            |
| Xu Shuangshuang                                   | 3 000 m steeple féminin   | 9 min 34 s 92 | 8e          | Non disputé   | Non disputé | Éliminée        | Éliminée                            |
| Bai Li                                            | Marathon féminin          | Non disputé   | Non disputé | Non disputé   | Non disputé | 2 h 49 min 21 s | 67e                                 |
| Li Zhixuan                                        | Marathon féminin          | Non disputé   | Non disputé | Non disputé   | Non disputé | 2 h 45 min 23 s | 62e                                 |
| Zhang Deshun                                      | Marathon féminin          | Non disputé   | Non disputé | Non disputé   | Non disputé | 2 h 37 min 45 s | 47e                                 |
| Liu Hong                                          | 20 km marche féminin      | Non disputé   | Non disputé | Non disputé   | Non disputé | 1 h 29 min 57 s | Médaille de bronze, Jeux olympiques |
| Qieyang Shenjie                                   | 20 km marche féminin      | Non disputé   | Non disputé | Non disputé   | Non disputé | 1 h 31 min 4 s  | 7e                                  |
| Yang Jiayu                                        | 20 km marche féminin      | Non disputé   | Non disputé | Non disputé   | Non disputé | 1 h 31 min 54 s | 12e                                 |
| Liang Xiaojing Ge Manqi Huang Guifen Wei Yongli   | Relais 4 × 100 m féminin  | 42 s 82       | 3e          | Non disputé   | Non disputé | 42 s 71         | 6e                                  |

| Athlète         | Épreuve                   | Qualification | Qualification | Finale      | Finale                             |
| Athlète         | Épreuve                   | Performance   | Rang          | Performance | Rang                               |
| --------------- | ------------------------- | ------------- | ------------- | ----------- | ---------------------------------- |
| Wang Yu         | Saut en hauteur masculin  | 2,21 m        | 17e           | Éliminé     | Éliminé                            |
| Huang Bokai     | Saut à la perche masculin | 5,50 m        | 21e           | Éliminé     | Éliminé                            |
| Gao Xinglong    | Saut en longueur masculin | 7,86 m        | 17e           | Éliminé     | Éliminé                            |
| Huang Changzhou | Saut en longueur masculin | 7,96 m        | 11e           | 7,72 m      | 10e                                |
| Wang Jianan     | Saut en longueur masculin | 7,81 m        | 20e           | Éliminé     | Éliminé                            |
| Fang Yaoqing    | Triple saut masculin      | 16,84 m       | 10e           | 17,01 m     | 8e                                 |
| Wu Ruiting      | Triple saut masculin      | 16,73 m       | 14e           | Éliminé     | Éliminé                            |
| Zhu Yaming      | Triple saut masculin      | 17,11 m       | 3e            | 17,57 m     | Médaille d'argent, Jeux olympiques |
| Li Ling         | Saut à la perche féminin  | NM            | -             | Éliminée    | Éliminée                           |
| Xu Huiqin       | Saut à la perche féminin  | 4,55 m        | 6e            | 4,50 m      | 8e                                 |
| Gong Lijiao     | Lancer du poids féminin   | 19,46 m       | 1er           | 20,58 m     | Médaille d'or, Jeux olympiques     |
| Song Jiayuan    | Lancer du poids féminin   | 19,23 m       | 2e            | 19,14 m     | 5e                                 |
| Gao Yang        | Lancer du poids féminin   | 18,80 m       | 7e            | 18,67 m     | 10e                                |
| Chen Yang       | Lancer du disque féminin  | 62,72 m       | 9e            | 61,57 m     | 10e                                |
| Feng Bin        | Lancer du disque féminin  | 60,45 m       | 17e           | Éliminée    | Éliminée                           |
| Su Xinyue       | Lancer du disque féminin  | 58,90 m       | 20e           | Éliminée    | Éliminée                           |
| Liu Shiying     | Lancer du javelot féminin | 61,95 m       | 9e            | 66,34 m     | Médaille d'or, Jeux olympiques     |
| Lü Huihui       | Lancer du javelot féminin | 61,99 m       | 7e            | 63,41 m     | 5e                                 |
| Luo Na          | Lancer du marteau féminin | 69,86 m       | 15e           | Éliminée    | Éliminée                           |
| Wang Zheng      | Lancer du marteau féminin | 74,29 m       | 2e            | 77,03 m     | Médaille d'argent, Jeux olympiques |

| Athlète      | Athlète  | Épreuve | 100 H  | SH      | LP      | 200 m  | SL     | LJ            | 800 m | Total | Rang |
| ------------ | -------- | ------- | ------ | ------- | ------- | ------ | ------ | ------------- | ----- | ----- | ---- |
| Zheng Ninali | Résultat | 13 s 27 | 1,80 m | 13,55 m | 24 s 56 | 6,12 m | 42,0 m | 2 min 10 s 35 | 6 318 | 10e   |      |
| Zheng Ninali | Points   | 1 084   | 978    | 764     | 928     | 887    | 717    | 960           | 6 318 | 10e   |      |

### Aviron
| Athlète                             | Compétition      | Série         | Série | Repêchages    | Repêchages | Quarts de finale | Quarts de finale | Demi-finale   | Demi-finale   | Finale                | Finale                              |
| Athlète                             | Compétition      | Temps         | Rang  | Temps         | Rang       | Temps            | Rang             | Temps         | Rang          | Temps                 | Rang                                |
| ----------------------------------- | ---------------- | ------------- | ----- | ------------- | ---------- | ---------------- | ---------------- | ------------- | ------------- | --------------------- | ----------------------------------- |
| Liu Zhiyu Zhang Liang               | Deux de couple   | 6 min 11 s 55 | 2e    | Exemptés      | Exemptés   | Non disputé      | Non disputé      | 6 min 23 s 11 | 2e            | Finale A 6 min 3 s 63 | Médaille de bronze, Jeux olympiques |
| Liu Dang Yi Xudi Zang Ha Zhang Quan | Quatre de couple | 5 min 43 s 44 | 4e    | 5 min 56 s 86 | 3e         | Non disputé      | Non disputé      | Non qualifiés | Non qualifiés | Finale B 5 min 46 s 7 | 7e                                  |

| Athlète                                                                         | Compétition         | Série         | Série | Repêchages    | Repêchages  | Quarts de finale | Quarts de finale | Demi-finale                   | Demi-finale | Finale                 | Finale                              |
| Athlète                                                                         | Compétition         | Temps         | Rang  | Temps         | Rang        | Temps            | Rang             | Temps                         | Rang        | Temps                  | Rang                                |
| ------------------------------------------------------------------------------- | ------------------- | ------------- | ----- | ------------- | ----------- | ---------------- | ---------------- | ----------------------------- | ----------- | ---------------------- | ----------------------------------- |
| Jiang Yan                                                                       | Skiff               | 7 min 53 s 14 | 2e    | Non disputé   | Non disputé | 8 min 0 s 1      | 3e               | Demi-finale A/B 7 min 27 s 30 | 3e          | Finale A 7 min 21 s 33 | 6e                                  |
| Huang Kaifeng Liu Jinchao                                                       | Deux sans barreur   | 7 min 45 s 55 | 4e    | 7 min 45 s 17 | 4e          | Non disputé      | Non disputé      | Éliminées                     | Éliminées   | Éliminées              | Éliminées                           |
| Liu Xiaoxin Shen Shuangmei                                                      | Deux de couple      | 7 min 3 s 78  | 4e    | 7 min 21 s 93 | 4e          | Non disputé      | Non disputé      | Éliminées                     | Éliminées   | Éliminées              | Éliminées                           |
| Chen Yunxia Cui Xiaotong Lü Yang Zhang Ling                                     | Quatre de couple    | 6 min 14 s 32 | 1re   | Non disputé   | Non disputé | Non disputé      | Non disputé      | Non disputé                   | Non disputé | Finale A 6 min 5 s 13  | Médaille d'or, Jeux olympiques      |
| Lin Xinyu Lu Shiyu Qin Miaomiao Wang Fei                                        | Quatre sans barreur | 6 min 38 s 54 | 2e    | Exemptées     | Exemptées   | Non disputé      | Non disputé      | Non disputé                   | Non disputé | Finale A 6 min 25 s 13 | 5e                                  |
| Guo Linlin Ju Rui Li Jingjing Miao Tian Wang Zifeng Wang Yuwei Xu Fei Zhang Min | Huit                | 6 min 10 s 77 | 3e    | 5 min 59 s 69 | 3e          | Non disputé      | Non disputé      | Non disputé                   | Non disputé | Finale A 6 min 1 s 21  | Médaille de bronze, Jeux olympiques |

### Badminton
| Athlète                     | Compétition   | Phase de groupes                               | Phase de groupes                            | Phase de groupes                        | Phase de groupes | 1/8e de finale                    | Quarts de finale                                | Demi-finales                                      | Finale / 3e place                              | Finale / 3e place                  |
| Athlète                     | Compétition   | Adversaire Score                               | Adversaire Score                            | Adversaire Score                        | Rang             | Adversaire Score                  | Adversaire Score                                | Adversaire Score                                  | Adversaire Score                               | Rang                               |
| --------------------------- | ------------- | ---------------------------------------------- | ------------------------------------------- | --------------------------------------- | ---------------- | --------------------------------- | ----------------------------------------------- | ------------------------------------------------- | ---------------------------------------------- | ---------------------------------- |
| Chen Long                   | Simple hommes | Must Victoire 21-10, 21-9                      | Abián Victoire 21-11, 21-10                 | Non disputé                             | 1er du gr. N     | Lee Z. Victoire 8-21, 21-19, 21-5 | Chou Victoire 21-14, 9-21, 21-14                | Ginting Victoire 21-16, 21-11                     | Axelsen Défaite 15-21, 12-21                   | Médaille d'argent, Jeux olympiques |
| Shi Yuqi                    | Simple hommes | Abela Victoire 21-8, 21-9                      | Opti Victoire par forfait                   | Non disputé                             | 1er du gr. H     | Christie Victoire 21-11, 21-9     | Axelsen Défaite 13-21, 13-21                    | Éliminé                                           | Éliminé                                        | Éliminé                            |
| Chen Yufei                  | Simple dames  | Hany Victoire 21-5, 21-3                       | Yiğit Victoire 21-14, 21-9                  | Non disputé                             | 1er du gr. A     | Exemptée                          | An Victoire 21-18, 21-19                        | He Bingjiao Victoire 21-16, 13-21, 21-12          | Tai Victoire 21-18, 19-21, 21-18               | Médaille d'or, Jeux olympiques     |
| He Bingjiao                 | Simple dames  | Abdul Razzaq Victoire 21-6, 21-3               | Aghaei Victoire 21-11, 21-3                 | Non disputé                             | 1er du gr. G     | Beiwen Victoire 14-21 9-7 ab.     | Okuhara Victoire 13-21, 21-13, 21-14            | Chen Défaite 21-16, 13-21, 21-12                  | Sindhu Défaite 13-21, 15-21                    | 4e place                           |
| Li Junhui / Liu Yuchen      | Double hommes | P. Chew / R. Chew Victoire 21-9, 21-7          | Lamsfuß / Seidel Victoire 21-14, 21-13      | Kamura / Sonada Victoire 21-14, 21-16   | 1er du gr. C     | Non disputé                       | Astrup / Rasmussen Victoire 13-21, 21-14, 21-19 | Chia / Soh Victoire 24-22, 21-13                  | Lee Y. / Wang C-l. Défaite 18-21, 12-21        | Médaille d'argent, Jeux olympiques |
| Chen Qingchen / Jia Yifan   | Double dames  | Kititharakul / Prajongjai Victoire 21-6, 21-10 | G. Stoeva / S. Stoeva Victoire 21-18, 21-15 | Kim / Kong Victoire 19-21, 21-16, 21-14 | 1er du gr. D     | Non disputé                       | Fukushima / Hirota Victoire 18-21, 21-10, 21-10 | Kim / Kong Victoire 21-15, 21-11                  | Polii / Rahayu Défaite 19-21, 15-21            | Médaille d'argent, Jeux olympiques |
| Du Yue / Li Yinhui          | Double dames  | Fruergaard / Thygesen Victoire 21-13, 21-15    | Mapasa / Somerville Victoire 21-9, 21-12    | Lee S-h. / Shin Défaite 19-21, 12-21    | 2e du gr. C      | Non disputé                       | Polii / Rahayu Défaite 15-21, 22-20, 17-21      | Éliminées                                         | Éliminées                                      | Éliminées                          |
| Wang Yilyu / Huang Dongping | Double mixte  | Lamsfuß / Herttrich Victoire 24-22, 21-17      | Tang / Tse Victoire 21-12, 21-18            | Chan / Goh Victoire 21-13, 21-19        | 1er du gr. D     | Non disputé                       | Seo / Chae Victoire 21-9, 21-16                 | Watanabe / Higashino Victoire 21-23, 21-15, 21-14 | Zheng / Huang Y. Victoire 21-17, 17+21, 21-19  | Médaille d'or, Jeux olympiques     |
| Zheng Siwei / Huang Yaqiong | Double mixte  | Elgamal / Hany Victoire 21-5, 21-10            | Tabeling / Piek Victoire 21-15, 22-20       | Seo / Chae Victoire 21-14, 21-17        | 1er du gr. A     | Non disputé                       | Jordan / Oktavianti Victoire 21-17, 21-15       | Tang / Tse Victoire 21-16, 21-12                  | Wang Y. / Huang D. Défaite 17-21, 21-17, 19-21 | Médaille d'argent, Jeux olympiques |

### Basket-ball

#### Basket-ball à cinq
| Épreuve         | Phase de groupe           | Phase de groupe          | Phase de groupe         | Phase de groupe | Quart de finale      | Demi-finale      | Finale / MB      | Rang |
| Épreuve         | Adversaire Score          | Adversaire Score         | Adversaire Score        | Rang            | Adversaire Score     | Adversaire Score | Adversaire Score | Rang |
| --------------- | ------------------------- | ------------------------ | ----------------------- | --------------- | -------------------- | ---------------- | ---------------- | ---- |
| Tournoi féminin | Porto Rico Victoire 97-55 | Australie Victoire 76-74 | Belgique Victoire 74-62 | 1re             | Serbie Défaite 70-77 | Éliminées        | Éliminées        | 5e   |

#### Basket-ball à trois
| Épreuve          | Phase de poules  | Phase de poules         | Phase de poules   | Phase de poules        | Phase de poules        | Phase de poules         | Phase de poules          | Phase de poules        | Quart de finale  | Demi-finale           | Finale / MB       | Rang                  |                                     |
| Épreuve          | Adversaire Score | Adversaire Score        | Adversaire Score  | Adversaire Score       | Adversaire Score       | Adversaire Score        | Adversaire Score         | Rang                   | Adversaire Score | Adversaire Score      | Adversaire Score  | Rang                  |                                     |
| ---------------- | ---------------- | ----------------------- | ----------------- | ---------------------- | ---------------------- | ----------------------- | ------------------------ | ---------------------- | ---------------- | --------------------- | ----------------- | --------------------- | ----------------------------------- |
| Tournoi masculin |                  | Serbie Défaite 13-22    | ROC Défaite 13-21 | Lettonie Défaite 17-18 | Pays-Bas Défaite 18-21 | Belgique Victoire 21-20 | Pologne Victoire 21-19   | Japon Défaite 16-21    | 8e               | Éliminés              | Éliminés          | Éliminés              | Éliminés                            |
| Tournoi féminin  |                  | Roumanie Victoire 21-10 | ROC Défaite 9-19  | Italie Victoire 22-13  | France Victoire 20-13  | Japon Victoire 15-12    | États-Unis Défaite 19-21 | Mongolie Victoire 21-9 | 3e               | Italie Victoire 19-13 | ROC Défaite 14-21 | France Victoire 16-14 | Médaille de bronze, Jeux olympiques |

### Boxe
| Athlète                    | Catégorie                 | 1/16e de finale           | 1/8e de finale        | Quart de finale       | Demi-finale                | Finale                | Rang                               |
| Athlète                    | Catégorie                 | Adversaire Résultat       | Adversaire Résultat   | Adversaire Résultat   | Adversaire Résultat        | Adversaire Résultat   | Rang                               |
| -------------------------- | ------------------------- | ------------------------- | --------------------- | --------------------- | -------------------------- | --------------------- | ---------------------------------- |
| Hu Jianguan                | Mouches hommes (-52 kg)   | Alakhverdovi Victoire 5-0 | Tanaka Défaite 1-3    | Éliminé               | Éliminé                    | Éliminé               | 9e                                 |
| Tuohetaerbieke Tanglatihan | Moyens hommes (-75 kg)    | Kumar Victoire 5-0        | Conceição Défaite 2-3 | Éliminé               | Éliminé                    | Éliminé               | 9e                                 |
| Chen Daxiang               | Mi-lourds hommes (-81 kg) | Negmatulloev Victoire 4-0 | Machado Défaite 0-5   | Éliminé               | Éliminé                    | Éliminé               | 9e                                 |
| Chang Yuan                 | Mouches femmes (-51 kg)   | Exemptée                  | Davison Victoire 5-0  | Krasteva Défaite 1-4  | Éliminée                   | Éliminée              | 5e                                 |
| Gu Hong                    | Welters femmes (-69 kg)   | Exemptée                  | Manikon Victoire 5-0  | Panguana Victoire 5-0 | Jones Victoire 4-1         | Sürmeneli Défaite 0-3 | Médaille d'argent, Jeux olympiques |
| Li Qian                    | Moyens femmes (-75 kg)    | Non disputé               | O'Rourke Victoire 5-0 | Rani Victoire 5-0     | Magomedalieva Victoire 5-0 | Price Défaite 0-5     | Médaille d'argent, Jeux olympiques |

### Canoë-kayak
| Athlète  | Compétition  | Série    | Série | Série    | Série | Série    | Série | Demi-finale | Demi-finale | Finale   | Finale   |
| Athlète  | Compétition  | Run 1    | Rang  | Run 2    | Rang  | Meilleur | Rang  | Temps       | Rang        | Temps    | Rang     |
| -------- | ------------ | -------- | ----- | -------- | ----- | -------- | ----- | ----------- | ----------- | -------- | -------- |
| Quan Xin | K-1 masculin | 98 s 86  | 16e   | 98 s 6   | 15e   | 98 s 6   | 20e   | 101 s 99    | 17e         | Éliminé  | Éliminé  |
| Chen Shi | C-1 féminin  | 127 s 36 | 17e   | 124 s 15 | 16e   | 124 s 15 | 18e   | 164 s 99    | 17e         | Éliminée | Éliminée |
| Li Tong  | K-1 féminin  | 115 s 27 | 16e   | 114 s 36 | 17e   | 114 s 36 | 17e   | 126 s 86    | 20e         | Éliminée | Éliminée |

| Athlète                                         | Compétition | Série          | Série | Quarts de finale | Quarts de finale | Demi-finale    | Demi-finale | Finale Finale B Finale C | Finale Finale B Finale C           |
| Athlète                                         | Compétition | Temps          | Rang  | Temps            | Rang             | Temps          | Rang        | Temps                    | Rang                               |
| ----------------------------------------------- | ----------- | -------------- | ----- | ---------------- | ---------------- | -------------- | ----------- | ------------------------ | ---------------------------------- |
| Liu Hao                                         | C-1 1 000 m | 4 min 6 s 914  | 2e    | Exempté          | Exempté          | 4 min 4 s 196  | 2e          | 4 min 5 s 724            | Médaille d'argent, Jeux olympiques |
| Zheng Pengfei                                   | C-1 1 000 m | 4 min 10 s 115 | 3e    | 4 min 5 s 502    | 1er              | 4 min 9 s 139  | 4e          | 4 min 14 s 048           | 8e                                 |
| Liu Hao Zheng Pengfei                           | C2 1 000 m  | 3 min 37 s 783 | 1er   | Exemptés         | Exemptés         | 3 min 27 s 023 | 1er         | 3 min 25 s 198           | Médaille d'argent, Jeux olympiques |
| Yang Xiaoxu                                     | K1 200 m    | 36 s 561       | 4e    | 35 s 852         | 3e               | Éliminé        | Éliminé     | Éliminé                  | Éliminé                            |
| Zhang Dong                                      | K1 1 000 m  | 3 min 40 s 955 | 3e    | 3 min 44 s 269   | 2e               | 3 min 26 s 246 | 4e          | 3 min 28 s 103           | 6e                                 |
| Bu Tingkai Wang Congkang                        | K2 1 000 m  | 3 min 10 s 292 | 2e    | Exemptés         | Exemptés         | 3 min 17 s 784 | 3e          | 3 min 19 s 612           | 8e                                 |
| Bu Tingkai Wang Congkang Yang Xiaoxu Zhang Dong | K4 500 m    | 1 min 24 s 264 | 4e    | 1 min 24 s 036   | 3e               | 1 min 24 s 653 | 5e          | Éliminés                 | Éliminés                           |

| Athlète                             | Compétition | Série          | Série | Quarts de finale | Quarts de finale | Demi-finale    | Demi-finale | Finale Finale B Finale C | Finale Finale B Finale C       |
| Athlète                             | Compétition | Temps          | Rang  | Temps            | Rang             | Temps          | Rang        | Temps                    | Rang                           |
| ----------------------------------- | ----------- | -------------- | ----- | ---------------- | ---------------- | -------------- | ----------- | ------------------------ | ------------------------------ |
| Lin Wenjun                          | C1 200 m    | 46 s 449       | 2e    | Exemptée         | Exemptée         | 47 s 161       | 2e          | 47 s 608                 | 6e                             |
| Sun Mengya Xu Shixiao               | C2 500 m    | 1 min 57 s 870 | 1re   | Exemptées        | Exemptées        | 2 min 1 s 369  | 1re         | 1 min 55 s 495           | Médaille d'or, Jeux olympiques |
| Ma Qing                             | K1 200 m    | 42 s 706       | 4e    | 42 s 321         | 2e               | 40 s 837       | 8e          | Finale B 40 s 652        | 15e                            |
| Yin Mengdie                         | K1 200 m    | 41 s 688       | 1re   | Exemptée         | Exemptée         | 40 s 069       | 5e          | Finale B 40 s 365        | 12e                            |
| Huang Jieyi                         | K1 500 m    | 1 min 52 s 385 | 6e    | 1 min 52 s 689   | 5e               | Éliminée       | Éliminée    | Éliminée                 | Éliminée                       |
| Yin Mengdie                         | K1 500 m    | 1 min 52 s 760 | 6e    | 1 min 49 s 268   | 1re              | 1 min 56 s 977 | 7e          | Éliminée                 | Éliminée                       |
| Li Dongyin Zhou Yu                  | K2 500 m    | 1 min 45 s 831 | 3e    | 1 min 47 s 471   | 3e               | 1 min 39 s 404 | 5e          | Finale B 1 min 39 s 790  | 10e                            |
| Li Dongyin Zhou Yu Ma Qing Wang Nan | K4 500 m    | 1 min 36 s 249 | 3e    | 1 min 36 s 379   | 2e               | 1 min 36 s 697 | 3e          | 1 min 38 s 121           | 6e                             |

### Cyclisme

#### Sur piste
| Athlète                  | Compétition                 | Qualification        | Qualification | 32e de finale                         | Repêchages 1                                 | 16e de finale            | Repêchages 2                            | 8e de finale             | Repêchages 3              | Quarts de finale         | Demi-finale              | Finale Match de classement     | Finale Match de classement     |
| Athlète                  | Compétition                 | Temps Vitesse        | Rang          | Adversaire Temps Vitesse              | Adversaire Temps Vitesse                     | Adversaire Temps Vitesse | Adversaire Temps Vitesse                | Adversaire Temps Vitesse | Adversaire Temps Vitesse  | Adversaire Temps Vitesse | Adversaire Temps Vitesse | Adversaire Temps Vitesse       | Rang                           |
| ------------------------ | --------------------------- | -------------------- | ------------- | ------------------------------------- | -------------------------------------------- | ------------------------ | --------------------------------------- | ------------------------ | ------------------------- | ------------------------ | ------------------------ | ------------------------------ | ------------------------------ |
| Xu Chao                  | Vitesse individuelle hommes | 9 s 584 75,125 km/h  | 11e           | Rajkowski Défaite                     | Tjon En Fa Hart Défaite                      | Éliminé                  | Éliminé                                 | Éliminé                  | Éliminé                   | Éliminé                  | Éliminé                  | Éliminé                        | Éliminé                        |
| Bao Shanju               | Vitesse individuelle femmes | 10 s 723 67,145 km/h | 18e           | Braspennincx Défaite                  | Basova Gaxiola Victoire 10 s 913 65,976 km/h | Hinze Défaite            | Andrews Défaite                         | Éliminée                 | Éliminée                  | Éliminée                 | Éliminée                 | Éliminée                       | Éliminée                       |
| Zhong Tianshi            | Vitesse individuelle femmes | 10 s 559 68,188 km/h | 10e           | Gaxiola Victoire 10 s 744 67,014 km/h | Non disputé                                  | Braspennincx Défaite     | McCulloch Victoire 11 s 200 64,286 km/h | Hinze Défaite            | Andrews Starikova Défaite | Éliminée                 | Éliminée                 | Éliminée                       | Éliminée                       |
| Bao Shanju Zhong Tianshi | Vitesse par équipes hommes  | 32 s 135 56,014 km/h | 2e            | Lituanie 31 s 804 WR 56,597 km/h      | Non disputé                                  | Non disputé              | Non disputé                             | Non disputé              | Non disputé               | Non disputé              | Non disputé              | Allemagne 31 s 895 56,435 km/h | Médaille d'or, Jeux olympiques |

| Athlète       | Compétition   | 1er tour | Repêchages  | Quarts de finale | Demi-finale | Finale (1-6) ou classement (7-12) |
| Athlète       | Compétition   | Rang     | Rang        | Rang             | Rang        | Rang                              |
| ------------- | ------------- | -------- | ----------- | ---------------- | ----------- | --------------------------------- |
| Xu Chao       | Keirin hommes | 4e       | 5e          | Éliminé          | Éliminé     | Éliminé                           |
| Bao Shanju    | Keirin femmes | 4e       | 5e          | Éliminée         | Éliminée    | Éliminée                          |
| Zhong Tianshi | Keirin femmes | 2e       | Non disputé | 3e               | 6e          | Finale B 12e                      |

| Athlète   | Compétition   | Scratch | Scratch | Course tempo | Course tempo | Élimination | Élimination | Course aux points | Course aux points | Total | Rang |
| Athlète   | Compétition   | Rang    | Points  | Rang         | Points       | Rang        | Points      | Rang              | Points            | Total | Rang |
| --------- | ------------- | ------- | ------- | ------------ | ------------ | ----------- | ----------- | ----------------- | ----------------- | ----- | ---- |
| Liu Jiali | Omnium femmes | 10e     | 22      | 7e           | 28           | 14e         | 14          | 11e               | 1                 | 65    | 11e  |

#### Sur route
| Athlète      | Compétition     | Temps   | Rang    |
| ------------ | --------------- | ------- | ------- |
| Wang Ruidong | Course en ligne | Abandon | Abandon |

| Athlète    | Compétition     | Temps   | Rang    |
| ---------- | --------------- | ------- | ------- |
| Sun Jiajun | Course en ligne | Abandon | Abandon |

#### VTT
| Athlète    | Compétition | Temps           | Rang |
| ---------- | ----------- | --------------- | ---- |
| Zhang Peng | Hommes      | Concède un tour | 36e  |
| Yao Bianwa | Femmes      | Concède un tour | 34e  |

### Équitation
| Athlète                                | Cheval                    | Compétition | Dressage  | Dressage | Cross-country | Cross-country | Cross-country | Saut d'obstacles | Saut d'obstacles | Saut d'obstacles | Saut d'obstacles | Saut d'obstacles | Saut d'obstacles | Total     | Total   |
| Athlète                                | Cheval                    | Compétition | Dressage  | Dressage | Cross-country | Cross-country | Cross-country | Qualification    | Qualification    | Qualification    | Finale           | Finale           | Finale           | Total     | Total   |
| Athlète                                | Cheval                    | Compétition | Pénalités | Rang     | Pénalités     | Total         | Rang          | Pénalités        | Total            | Rang             | Pénalités        | Total            | Rang             | Pénalités | Rang    |
| -------------------------------------- | ------------------------- | ----------- | --------- | -------- | ------------- | ------------- | ------------- | ---------------- | ---------------- | ---------------- | ---------------- | ---------------- | ---------------- | --------- | ------- |
| Bao Yingfeng                           | Flandia                   | Individuel  | 34.40     | 39e      | 38.00         | 72.50         | 39e           | 5.60             | 78.10            | 35e              | Éliminé          | Éliminé          | Éliminé          | Éliminé   | Éliminé |
| Alex Hua Tian                          | Don Geniro                | Individuel  | 23.90     | 3e       | 12.00         | 35.90         | 18e           | 8.80             | 44.70            | 21e              | 17.60            | 62.30            | 25e              | 62.30     | 25e     |
| Sun Huadong                            | Lady Chin van't Moerven Z | Individuel  | 35.20     | 41e      | 42.00         | 77.20         | 42e           | 9.60             | 86.80            | 37e              | Éliminé          | Éliminé          | Éliminé          | Éliminé   | Éliminé |
| Bao Yingfeng Alex Hua Tian Sun Huadong | voir ci-dessus            | Par équipes | 93.60     | 7e       | 92.00         | 185.60        | 9e            | 24.00            | 209.60           | 9e               | Non disputé      | Non disputé      | Non disputé      | 209.60    | 9e      |

| Athlète                               | Cheval                                           | Compétition | Qualification | Qualification | Qualification | Qualification | Qualification | Finale    | Finale    | Finale    | Finale   | Finale   |
| Athlète                               | Cheval                                           | Compétition | Pénalités     | Pénalités     | Pénalités     | Temps         | Rang          | Pénalités | Pénalités | Pénalités | Temps    | Rang     |
| Athlète                               | Cheval                                           | Compétition | Saut          | Temps         | Total         | Temps         | Rang          | Saut      | Temps     | Total     | Temps    | Rang     |
| ------------------------------------- | ------------------------------------------------ | ----------- | ------------- | ------------- | ------------- | ------------- | ------------- | --------- | --------- | --------- | -------- | -------- |
| Li Zhenqiang                          | Uncas S                                          | Individuel  | 8.00          | 2.00          | 10.00         | 95.79         | 52e           | Éliminé   | Éliminé   | Éliminé   | Éliminé  | Éliminé  |
| Zhang Xingjia                         | For Passion d'Ive Z                              | Individuel  | 16.00         | 2.00          | 18.00         | 93.60         | 65e           | Éliminé   | Éliminé   | Éliminé   | Éliminé  | Éliminé  |
| Zhang You                             | Caesar                                           | Individuel  | Abandon       | Abandon       | Abandon       | Abandon       | Abandon       | Éliminé   | Éliminé   | Éliminé   | Éliminé  | Éliminé  |
| Li Yaofeng Li Zhenqiang Zhang Xingjia | Jericho Dwerse Hagen Uncas S For Passion d'Ive Z | Par équipes | -             | -             | 35            | -             | 12e           | Éliminés  | Éliminés  | Éliminés  | Éliminés | Éliminés |

### Escalade
| Athlète     | Compétition    | Qualifications | Qualifications | Qualifications | Qualifications | Qualifications | Qualifications | Qualifications | Qualifications | Qualifications | Finale   | Finale   | Finale   | Finale   | Finale     | Finale     | Finale     | Finale   | Finale   |
| Athlète     | Compétition    | Vitesse        | Vitesse        | Bloc           | Bloc           | Difficulté     | Difficulté     | Difficulté     | Total          | Rang           | Vitesse  | Vitesse  | Bloc     | Bloc     | Difficulté | Difficulté | Difficulté | Total    | Rang     |
| Athlète     | Compétition    | MT             | Rang           | Résultat       | Rang           | PA             | Temps          | Rang           | Total          | Rang           | MT       | Rang     | Résultat | Rang     | PA         | Temps      | Rang       | Total    | Rang     |
| ----------- | -------------- | -------------- | -------------- | -------------- | -------------- | -------------- | -------------- | -------------- | -------------- | -------------- | -------- | -------- | -------- | -------- | ---------- | ---------- | ---------- | -------- | -------- |
| Pan Yufei   | Combiné hommes | 7 s 59         | 20e            | 1T3z 2 15      | 8e             | 36             | -              | 7e             | 1 120,00       | 14e            | Éliminé  | Éliminé  | Éliminé  | Éliminé  | Éliminé    | Éliminé    | Éliminé    | Éliminé  | Éliminé  |
| Song Yiling | Combiné femmes | 7 s 46         | 3e             | 0T1z 0 5       | 19e            | 13+            | -              | 18e            | 1 026,00       | 12e            | Éliminée | Éliminée | Éliminée | Éliminée | Éliminée   | Éliminée   | Éliminée   | Éliminée | Éliminée |

### Escrime
| Athlète                                      | Compétition        | 1/32e de finale              | 1/16e de finale         | 1/8e de finale        | Quarts de finale       | Demi-finale Classement 5-8 | Finale 3e place Classement 5e, 7e places | Rang    |
| Athlète                                      | Compétition        | Adversaire Score             | Adversaire Score        | Adversaire Score      | Adversaire Score       | Adversaire Score           | Adversaire Score                         | Rang    |
| -------------------------------------------- | ------------------ | ---------------------------- | ----------------------- | --------------------- | ---------------------- | -------------------------- | ---------------------------------------- | ------- |
| Dong Chao                                    | Épée individuelle  | Blais Bélanger Victoire 15-7 | Siklósi Défaite 9-15    | Éliminé               | Éliminé                | Éliminé                    | Éliminé                                  | Éliminé |
| Lan Minghao                                  | Épée individuelle  | Exempté                      | Nikishyn Victoire 13-12 | El-Sayed Défaite 9-15 | Éliminé                | Éliminé                    | Éliminé                                  | Éliminé |
| Wang Zijie                                   | Épée individuelle  | Exempté                      | El Kord Défaite 14-15   | Éliminé               | Éliminé                | Éliminé                    | Éliminé                                  | Éliminé |
| Dong Chao Lan Minghao Wang Zijie Shi Gaofeng | Épée par équipes   | Non disputé                  | Non disputé             | Non disputé           | Ukraine Victoire 45-35 | ROC Défaite 38-45          | Corée du Sud Défaite 42-45               | 4e      |
| Huang Mengkai                                | Fleuret individuel | Cervantes Défaite 14-15      | Éliminé                 | Éliminé               | Éliminé                | Éliminé                    | Éliminé                                  | Éliminé |
| Xu Yingming                                  | Sabre individuel   | Exempté                      | Samele Défaite 12-15    | Éliminé               | Éliminé                | Éliminé                    | Éliminé                                  | Éliminé |

| Athlète                                    | Compétition        | 1/32e de finale       | 1/16e de finale          | 1/8e de finale           | Quarts de finale          | Demi-finale Classement 5-8 | Finale 3e place Classement 5e, 7e places | Rang                           |
| Athlète                                    | Compétition        | Adversaire Score      | Adversaire Score         | Adversaire Score         | Adversaire Score          | Adversaire Score           | Adversaire Score                         | Rang                           |
| ------------------------------------------ | ------------------ | --------------------- | ------------------------ | ------------------------ | ------------------------- | -------------------------- | ---------------------------------------- | ------------------------------ |
| Lin Sheng                                  | Épée individuelle  | Exemptée              | Diongue Victoire 15-6    | Isola Défaite9-15        | Éliminée                  | Éliminée                   | Éliminée                                 | Éliminée                       |
| Sun Yiwen                                  | Épée individuelle  | Exemptée              | Khakimova Victoire 15-10 | Zhu Victoire 15-8        | Isola Victoire 15-11      | Murtazaeva Victoire 12-8   | Popescu Victoire 11-10                   | Médaille d'or, Jeux olympiques |
| Zhu Mingye                                 | Épée individuelle  | Exemptée              | Hurley Victoire 15-8     | Sun Défaite 8-15         | Éliminée                  | Éliminée                   | Éliminée                                 | Éliminée                       |
| Lin Sheng Sun Yiwen Zhu Mingye Xu Anqi     | Épée par équipes   | Non disputé           | Non disputé              | Non disputé              | Hong Kong Victoire 44-32  | Corée du Sud Défaite 29-38 | Italie Défaite 21-23                     | 4e                             |
| Chen Qingyuan                              | Fleuret individuel | Exemptée              | Hany Victoire 15-6       | Jeon Défaite 11-14       | Éliminée                  | Éliminée                   | Éliminée                                 | Éliminée                       |
| Qian Jiarui                                | Sabre individuel   | Exemptée              | Tamura Victoire 15-8     | Pusztai Victoire 15-10   | Pozdniakova Défaite 12-15 | Éliminée                   | Éliminée                                 | Éliminée                       |
| Shao Yaqi                                  | Sabre individuel   | Exemptée              | Dayibekova Défaite 10-15 | Éliminée                 | Éliminée                  | Éliminée                   | Éliminée                                 | Éliminée                       |
| Yang Hengyu                                | Sabre individuel   | Mohamed Victoire 15-1 | Kharlan Victoire 15-12   | Pozdniakova Défaite 8-15 | Éliminée                  | Éliminée                   | Éliminée                                 | Éliminée                       |
| Qian Jiarui Shao Yaqi Yang Hengyu Guo Yiqi | Sabre par équipes  | Non disputé           | Non disputé              | Non disputé              | Italie Défaite 41-45      | États-Unis Défaite 35-45   | Hongrie Victoire 45-30                   | 7e                             |

### Football
| Compétition     | Phase de groupe    | Phase de groupe  | Phase de groupe      | Phase de groupe | Quart de finale  | Demi-finale      | Finale / MB      | Finale / MB |
| Compétition     | Adversaire Score   | Adversaire Score | Adversaire Score     | Rang            | Adversaire Score | Adversaire Score | Adversaire Score | Rang        |
| --------------- | ------------------ | ---------------- | -------------------- | --------------- | ---------------- | ---------------- | ---------------- | ----------- |
| Tournoi féminin | Brésil Défaite 0-5 | Zambie Nul 4-4   | Pays-Bas Défaite 2-8 | 4e              | Éliminées        | Éliminées        | Éliminées        | 10e         |

### Golf
| Athlète       | Compétition       | Scores | Scores | Scores | Scores | Total     | Rang |
| Athlète       | Compétition       | Jour 1 | Jour 2 | Jour 3 | Jour 4 | Total     | Rang |
| ------------- | ----------------- | ------ | ------ | ------ | ------ | --------- | ---- |
| Wu Ashun      | Épreuve masculine | 72     | 71     | 67     | 66     | 276 (-8)  | T32  |
| Yuan Yechun   | Épreuve masculine | 69     | 68     | 70     | 71     | 278 (-6)  | T38  |
| Shanshan Feng | Épreuve féminine  | 74     | 64     | 68     | 67     | 273 (-11) | 8e   |
| Lin Xiyu      | Épreuve féminine  | 71     | 66     | 69     | 68     | 274 (-10) | T9   |

### Gymnastique

#### Artistique
| Athlète      | Qualifications | Qualifications | Qualifications | Qualifications | Qualifications    | Qualifications | Qualifications | Qualifications | Finale   | Finale         | Finale   | Finale   | Finale            | Finale     | Finale  | Finale                              |
| Athlète      | Appareil       | Appareil       | Appareil       | Appareil       | Appareil          | Appareil       | Total          | Rang           | Appareil | Appareil       | Appareil | Appareil | Appareil          | Appareil   | Total   | Rang                                |
| Athlète      | Sol            | Cheval d'arçon | Anneaux        | Saut           | Barres parallèles | Barre fixe     | Total          | Rang           | Sol      | Cheval d'arçon | Anneaux  | Saut     | Barres parallèles | Barre fixe | Total   | Rang                                |
| ------------ | -------------- | -------------- | -------------- | -------------- | ----------------- | -------------- | -------------- | -------------- | -------- | -------------- | -------- | -------- | ----------------- | ---------- | ------- | ----------------------------------- |
| Lin Chaopan  | 13,966         | 14,100         | 13,433         | 14,666         | 14,733            | 14,200         | 85,098         | 12e            | 13,166   | -              | -        | 17,733   | -                 | 14,133     | -       | -                                   |
| Sun Wei      | 14,333         | 14,833         | 12,233         | 14,766         | 15,133            | 14,000         | 87,298         | 4e             | 14,366   | 15,000         | 14,233   | 14,866   | 14,800            | 14,200     | -       | -                                   |
| Xiao Ruoteng | 14,866         | 14,300         | 14,200         | 14,700         | 15,400            | 14,266         | 87,732         | 3e             | 14,600   | 14,166         | 14,366   | 14,733   | 14,933            | 14,333     | -       | -                                   |
| Zou Jingyuan | -              | 14,600         | -              | -              | 16,166            | -              | -              | -              | -        | 14,800         | 15,000   | -        | 15,466            | -          | -       | -                                   |
| Total        | 43,165         | 43,733         | 41,866         | 44,132         | 46,699            | 42,266         | 262,061        | 2e             | 42,132   | 43,966         | 43,599   | 44,332   | 45,199            | 42,666     | 261,894 | Médaille de bronze, Jeux olympiques |

| Athlète      | Compétition       | Qualifications   | Qualifications   | Qualifications   | Qualifications   | Qualifications    | Qualifications   | Qualifications   | Qualifications   | Finale   | Finale         | Finale   | Finale   | Finale            | Finale     | Finale | Finale                              |
| Athlète      | Compétition       | Appareil         | Appareil         | Appareil         | Appareil         | Appareil          | Appareil         | Total            | Rang             | Appareil | Appareil       | Appareil | Appareil | Appareil          | Appareil   | Total  | Rang                                |
| Athlète      | Compétition       | Sol              | Cheval d'arçon   | Anneaux          | Saut             | Barres parallèles | Barre fixe       | Total            | Rang             | Sol      | Cheval d'arçon | Anneaux  | Saut     | Barres parallèles | Barre fixe | Total  | Rang                                |
| ------------ | ----------------- | ---------------- | ---------------- | ---------------- | ---------------- | ----------------- | ---------------- | ---------------- | ---------------- | -------- | -------------- | -------- | -------- | ----------------- | ---------- | ------ | ----------------------------------- |
| Liu Yang     | Anneaux           | -                | -                | 15,300           | -                | -                 | -                | 15,300           | 2e               | -        | -              | 15,500   | -        | -                 | -          | 15,500 | Médaille d'or, Jeux olympiques      |
| Sun Wei      | Concours général  | Voir par équipes | Voir par équipes | Voir par équipes | Voir par équipes | Voir par équipes  | Voir par équipes | Voir par équipes | Voir par équipes | 14,500   | 14,966         | 14,066   | 14,900   | 14,966            | 14,400     | 87,798 | 4e                                  |
| Sun Wei      | Cheval d'arçons   | Voir par équipes | Voir par équipes | Voir par équipes | Voir par équipes | Voir par équipes  | Voir par équipes | Voir par équipes | Voir par équipes | -        | 13,066         | -        | -        | -                 | -          | 13,066 | 8e                                  |
| Xiao Ruoteng | Concours général  | Voir par équipes | Voir par équipes | Voir par équipes | Voir par équipes | Voir par équipes  | Voir par équipes | Voir par équipes | Voir par équipes | 14,700   | 14,700         | 14,533   | 14,700   | 15,366            | 14,066     | 88,065 | Médaille d'argent, Jeux olympiques  |
| Xiao Ruoteng | Sol               | Voir par équipes | Voir par équipes | Voir par équipes | Voir par équipes | Voir par équipes  | Voir par équipes | Voir par équipes | Voir par équipes | 14,766   | -              | -        | -        | -                 | -          | 14,766 | Médaille de bronze, Jeux olympiques |
| Zou Jingyuan | Barres parallèles | Voir par équipes | Voir par équipes | Voir par équipes | Voir par équipes | Voir par équipes  | Voir par équipes | Voir par équipes | Voir par équipes | -        | -              | -        | -        | 14,766            | -          | 17,66  | Médaille d'or, Jeux olympiques      |
| You Hao      | Anneaux           | -                | -                | 14,800           | -                | -                 | -                | 14,800           | 8e               | -        | -              | 15,300   | -        | -                 | -          | 15,300 | Médaille d'argent, Jeux olympiques  |
| You Hao      | Barres parallèles | -                | -                | -                | -                | 15,666            | -                | 15,666           | 3e               | -        | -              | -        | -        | 15,466            | -          | 15,466 | 4e                                  |

| Athlète     | Qualifications | Qualifications      | Qualifications | Qualifications | Qualifications | Qualifications | Finale   | Finale              | Finale   | Finale   | Finale  | Finale |
| Athlète     | Appareil       | Appareil            | Appareil       | Appareil       | Total          | Rang           | Appareil | Appareil            | Appareil | Appareil | Total   | Rang   |
| Athlète     | Saut           | Barres asymétriques | Poutre         | Sol            | Total          | Rang           | Saut     | Barres asymétriques | Poutre   | Sol      | Total   | Rang   |
| ----------- | -------------- | ------------------- | -------------- | -------------- | -------------- | -------------- | -------- | ------------------- | -------- | -------- | ------- | ------ |
| Lu Yufei    | 13,600         | 14,700              | 14,100         | 12,666         | 55,066         | 14e            | -        | 13,333              | 13,966   | 13,166   | -       | -      |
| Ou Yushan   | 13,633         | 13,500              | 13,933         | -              | -              | -              | 12,700   | 13,233              | -        | -        | -       | -      |
| Tang Xijing | 14,300         | 14,433              | 14,333         | 13,366         | 56,432         | 8e             | 12,600   | 14,500              | 13,733   | 12,866   | -       | -      |
| Zhang Jin   | 14,433         | 13,100              | 13,966         | 13,433         | 54,932         | 15e            | 14,066   | -                   | 13,900   | 13,133   | -       | -      |
| Total       | 42,366         | 42,633              | 42,399         | 39,465         | 166,863        | 3e             | 39,366   | 41,066              | 41,599   | 39,165   | 161,196 | 7e     |

| Athlète       | Compétition         | Qualifications   | Qualifications      | Qualifications   | Qualifications   | Qualifications   | Qualifications   | Finale   | Finale              | Finale   | Finale   | Finale | Finale                             |
| Athlète       | Compétition         | Appareil         | Appareil            | Appareil         | Appareil         | Total            | Rang             | Appareil | Appareil            | Appareil | Appareil | Total  | Rang                               |
| Athlète       | Compétition         | Saut             | Barres asymétriques | Poutre           | Sol              | Total            | Rang             | Saut     | Barres asymétriques | Poutre   | Sol      | Total  | Rang                               |
| ------------- | ------------------- | ---------------- | ------------------- | ---------------- | ---------------- | ---------------- | ---------------- | -------- | ------------------- | -------- | -------- | ------ | ---------------------------------- |
| Fan Yilin     | Barres asymétriques | -                | 14,600              | -                | -                | 14,600           | 9e               | -        | 13,900              | -        | -        | 13,900 | 7e                                 |
| Lu Yufei      | Barres asymétriques | Voir par équipes | Voir par équipes    | Voir par équipes | Voir par équipes | Voir par équipes | Voir par équipes | -        | 14,400              | -        | -        | 14,400 | 4e                                 |
| Lu Yufei      | Concours général    | Voir par équipes | Voir par équipes    | Voir par équipes | Voir par équipes | Voir par équipes | Voir par équipes | 13,500   | 13,333              | 13,133   | 12,833   | 52,799 | 18e                                |
| Tang Xijing   | Concours général    | Voir par équipes | Voir par équipes    | Voir par équipes | Voir par équipes | Voir par équipes | Voir par équipes | 14,233   | 14,233              | 13,066   | 12,966   | 54,498 | 7e                                 |
| Tang Xijing   | Poutre              | Voir par équipes | Voir par équipes    | Voir par équipes | Voir par équipes | Voir par équipes | Voir par équipes | -        | -                   | 14,233   | -        | 14,233 | Médaille d'argent, Jeux olympiques |
| Guan Chenchen | Poutre              | -                | -                   | 14,933           | -                | 14,933           | 1re              | -        | -                   | 14,633   | -        | 14,633 | Médaille d'or, Jeux olympiques     |

#### Rythmique
| Athlète                                                | Qualification | Qualification | Qualification | Qualification | Finale | Finale | Finale | Finale |
| Athlète                                                | 5             | 4 + 3         | Total         | Rang          | 5      | 4 + 3  | Total  | Rang   |
| ------------------------------------------------------ | ------------- | ------------- | ------------- | ------------- | ------ | ------ | ------ | ------ |
| Guo Qiqi Hao Ting Huang Zhangjiayang Liu Xin Xu Yanshu | 41,600        | 42,000        | 83,600        | 5e            | 42,150 | 42,400 | 84,550 | 4e     |

#### Trampoline
| Athlète      | Compétition     | Qualifications | Qualifications | Finale  | Finale                             |
| Athlète      | Compétition     | Score          | Rang           | Score   | Rang                               |
| ------------ | --------------- | -------------- | -------------- | ------- | ---------------------------------- |
| Dong Dong    | Concours hommes | 111,650        | 5e             | 61,235  | Médaille d'argent, Jeux olympiques |
| Gao Lei      | Concours hommes | 62,820         | 14e            | Éliminé | Éliminé                            |
| Liu Lingling | Concours femmes | 105,470        | 1re            | 56,350  | Médaille d'argent, Jeux olympiques |
| Zhu Xueying  | Concours femmes | 105,300        | 2e             | 56,635  | Médaille d'or, Jeux olympiques     |

### Haltérophilie
| Athlète     | Compétition    | Arraché   | Arraché | Épaulé-jeté | Épaulé-jeté | Total     | Rang                           |
| Athlète     | Compétition    | Résultat  | Rang    | Résultat    | Rang        | Total     | Rang                           |
| ----------- | -------------- | --------- | ------- | ----------- | ----------- | --------- | ------------------------------ |
| Li Fabin    | Moins de 61 kg | 141 kg    | 1er     | 172 kg OR   | 1er         | 313 kg OR | Médaille d'or, Jeux olympiques |
| Chen Lijun  | Moins de 67 kg | 145 kg    | 4e      | 187 kg OR   | 1er         | 332 kg OR | Médaille d'or, Jeux olympiques |
| Shi Zhiyong | Moins de 73 kg | 166 kg OR | 1er     | 198 kg OR   | 1er         | 364 kg WR | Médaille d'or, Jeux olympiques |
| Lu Xiaojun  | Moins de 81 kg | 170 kg OR | 1er     | 204 kg OR   | 1er         | 374 kg OR | Médaille d'or, Jeux olympiques |

| Athlète     | Compétition    | Arraché   | Arraché | Épaulé-jeté | Épaulé-jeté | Total     | Rang                               |
| Athlète     | Compétition    | Résultat  | Rang    | Résultat    | Rang        | Total     | Rang                               |
| ----------- | -------------- | --------- | ------- | ----------- | ----------- | --------- | ---------------------------------- |
| Hou Zhihui  | Moins de 49 kg | 94 kg OR  | 1re     | 116 kg OR   | 1re         | 210 kg OR | Médaille d'or, Jeux olympiques     |
| Liao Qiuyun | Moins de 55 kg | 97 kg     | 2e      | 126 kg      | 2e          | 223 kg    | Médaille d'argent, Jeux olympiques |
| Wang Zhouyu | Moins de 87 kg | 120 kg    | 1re     | 150 kg      | 1re         | 270 kg    | Médaille d'or, Jeux olympiques     |
| Li Wenwen   | Plus de 87 kg  | 140 kg OR | 1re     | 180 kg OR   | 1re         | 320 kg OR | Médaille d'or, Jeux olympiques     |

### Hockey sur gazon
| Compétition     | Phase de groupe    | Phase de groupe       | Phase de groupe       | Phase de groupe     | Phase de groupe               | Phase de groupe | Quart de finale  | Demi-finale      | Finale / MB      | Finale / MB |
| Compétition     | Adversaire Score   | Adversaire Score      | Adversaire Score      | Adversaire Score    | Adversaire Score              | Rang            | Adversaire Score | Adversaire Score | Adversaire Score | Rang        |
| --------------- | ------------------ | --------------------- | --------------------- | ------------------- | ----------------------------- | --------------- | ---------------- | ---------------- | ---------------- | ----------- |
| Tournoi féminin | Japon Victoire 4-3 | Australie Défaite 0-6 | Argentine Défaite 2-3 | Espagne Défaite 0-2 | Nouvelle-Zélande Victoire 3-2 | 5e              | Éliminées        | Éliminées        | Éliminées        | Éliminées   |

### Judo
| Athlète      | Compétition    | 1er tour                      | 2e tour                       | Quart de finale       | Demi-finale         | Repêchage                     | Finale / MB                | Rang     |          |
| Athlète      | Compétition    | Adversaire Résultat           | Adversaire Résultat           | Adversaire Résultat   | Adversaire Résultat | Adversaire Résultat           | Adversaire Résultat        | Rang     |          |
| ------------ | -------------- | ----------------------------- | ----------------------------- | --------------------- | ------------------- | ----------------------------- | -------------------------- | -------- | -------- |
| Li Yanan     | Moins de 48 kg | Otgontsetseg Victoire 102-001 | Costa Défaite 001-100         | Éliminée              | Éliminée            | Éliminée                      | Éliminée                   | Éliminée | Éliminée |
| Lu Tongjuan  | Moins de 57 kg | Mezhetskaia Victoire 100-011  | Yoshida Défaite 001-101       | Éliminée              | Éliminée            | Éliminée                      | Éliminée                   | Éliminée | Éliminée |
| Yang Junxia  | Moins de 63 kg | Krssakova Défaite 001-100     | Éliminée                      | Éliminée              | Éliminée            | Éliminée                      | Éliminée                   | Éliminée | Éliminée |
| Sun Xiaoqian | Moins de 70 kg | Teltsidou Défaite 000-100     | Éliminée                      | Éliminée              | Éliminée            | Éliminée                      | Éliminée                   | Éliminée |          |
| Ma Zhenzhao  | Moins de 78 kg | Graf Défaite 000-101          | Éliminée                      | Éliminée              | Éliminée            | Éliminée                      | Éliminée                   | Éliminée |          |
| Xu Shiyan    | Plus de 78 kg  | Grabowski Victoire 100-001    | Cheikhrouhou Victoire 100-000 | Ortíz Défaite 000-100 | Non qualifiée       | Altheman Victoire par forfait | Kindzerska Défaite 000-100 | 5e       |          |

### Karaté
| Athlète     | Compétition           | Tour de qualification | Tour de qualification  | Tour de qualification | Tour de qualification | Tour de qualification | Demi-finale           | Finale                 | Rang                                |
| Athlète     | Compétition           | Match 1               | Match 2                | Match 3               | Match 4               | Place                 | Demi-finale           | Finale                 | Rang                                |
| Athlète     | Compétition           | Adversaire Résultat   | Adversaire Résultat    | Adversaire Résultat   | Adversaire Résultat   | Place                 | Adversaire Résultat   | Adversaire Résultat    | Rang                                |
| ----------- | --------------------- | --------------------- | ---------------------- | --------------------- | --------------------- | --------------------- | --------------------- | ---------------------- | ----------------------------------- |
| Yin Xiaoyan | Moins de 61 kg femmes | Garcés Victoire 2-0   | Heurtault Victoire 1-0 | Someya Victoire 4-2   | Çoban Victoire 2-2 S  | 1re                   | Farouk Victoire 1-1 H | Preković Défaite 0-0 H | Médaille d'argent, Jeux olympiques  |
| Gong Li     | Plus de 61 kg femmes  | Abdelaziz Défaite 0-4 | Matoub Victoire 4-0    | Quirici Nul 1-1       | Abbasali Victoire 8-4 | 2e                    | Zaretska Défaite 2-7  | Éliminée               | Médaille de bronze, Jeux olympiques |

### Lutte
| Athlète       | Compétition   | Huitièmes de finale    | Quarts de finale          | Demi-finale                     | Repêchage              | Finale 3e place Classement | Rang                                |
| Athlète       | Compétition   | Adversaire Résultat    | Adversaire Résultat       | Adversaire Résultat             | Adversaire Résultat    | Adversaire Résultat        | Rang                                |
| ------------- | ------------- | ---------------------- | ------------------------- | ------------------------------- | ---------------------- | -------------------------- | ----------------------------------- |
| Liu Minghu    | 57 kg hommes  | Abdullaev Défaite 2-10 | Éliminé                   | Éliminé                         | Éliminé                | Éliminé                    | Éliminé                             |
| Lin Zushen    | 86 kg hommes  | Ambrocio Victoire 11-0 | Punia Défaite 3-6         | Éliminé                         | Éliminé                | Éliminé                    | Éliminé                             |
| Deng Zhiwei   | 125 kg hommes | Kozyrev Victoire 4-1   | Petriashvili Défaite 2-5  | Non qualifié                    | Kamal Victoire 7-2     | Zare Défaite 0-5           | 5e                                  |
| Sun Yanan     | 50 kg femmes  | Guzmán Victoire 8-2    | Livach Victoire 7-3       | Hildebrandt Victoire 10-7       | Exemptée               | Susaki Défaite 0-10        | Médaille d'argent, Jeux olympiques  |
| Pang Qianyu   | 53 kg femmes  | Hérin Victoire 2-0     | Winchester Victoire 6-2   | Kaladzinskaya Victoire 2-2 (VP) | Exemptée               | Mukaida Défaite 4-5        | Médaille d'argent, Jeux olympiques  |
| Rong Ningning | 57 kg femmes  | Maroulis Défaite 4-8   | Éliminée                  | Éliminée                        | Éliminée               | Éliminée                   | Éliminée                            |
| Long Jia      | 62 kg femmes  | Miracle Victoire 3-2   | Koliadenko Défaite 0-4    | Éliminée                        | Éliminée               | Éliminée                   | Éliminée                            |
| Zhou Feng     | 68 kg femmes  | Sánchez Victoire 13-2  | Mensah-Stock Défaite 10-0 | Non qualifiée                   | Doshō Défaite 2-7      | Éliminée                   | 7e                                  |
| Zhou Qian     | 76 kg femmes  | Belinska Victoire 4-3  | Rotter-Focken Défaite 3-8 | Non qualifiée                   | Marzaliuk Victoire 2-1 | Minagawa Victoire 2-0      | Médaille de bronze, Jeux olympiques |

| Athlète         | Compétition | Huitièmes de finale         | Quarts de finale        | Demi-finale         | Repêchage           | Finale 3e place Classement | Rang                                |
| Athlète         | Compétition | Adversaire Résultat         | Adversaire Résultat     | Adversaire Résultat | Adversaire Résultat | Adversaire Résultat        | Rang                                |
| --------------- | ----------- | --------------------------- | ----------------------- | ------------------- | ------------------- | -------------------------- | ----------------------------------- |
| Walihan Sailike | 60 kg       | Kinsinger Victoire 1-1 (VP) | Fumita Défaite 1-1 (VP) | Non qualifié        | Fergat Victoire 6-1 | Temirov Victoire 1-1 (VP)  | Médaille de bronze, Jeux olympiques |
| Peng Fei        | 87 kg       | Sid Azara Défaite 1-11      | Éliminé                 | Éliminé             | Éliminé             | Éliminé                    | Éliminé                             |

### Natation
| Athlète                                       | Épreuve              | Série          | Série       | Demi-finale   | Demi-finale | Finale          | Finale                         |
| Athlète                                       | Épreuve              | Temps          | Rang        | Temps         | Rang        | Temps           | Rang                           |
| --------------------------------------------- | -------------------- | -------------- | ----------- | ------------- | ----------- | --------------- | ------------------------------ |
| Yu Hexin                                      | 50 m nage libre      | 22 s 14        | 19e         | Éliminé       | Éliminé     | Éliminé         | Éliminé                        |
| He Junyi                                      | 100 m nage libre     | 48 s 50        | 18e         | Éliminé       | Éliminé     | Éliminé         | Éliminé                        |
| Ji Xinjie                                     | 200 m nage libre     | 1 min 46 s 86  | 21e         | Éliminé       | Éliminé     | Éliminé         | Éliminé                        |
| Ji Xinjie                                     | 400 m nage libre     | 3 min 48 s 27  | 19e         | Non disputé   | Non disputé | Éliminé         | Éliminé                        |
| Cheng Long                                    | 800 m nage libre     | 7 min 58 s 71  | 27e         | Non disputé   | Non disputé | Éliminé         | Éliminé                        |
| Cheng Long                                    | 1 500 m nage libre   | 15 min 18 s 71 | 24e         | Non disputé   | Non disputé | Éliminé         | Éliminé                        |
| Xu Jiayu                                      | 100 m dos            | 52 s 70        | 3e          | 52 s 94       | 6e          | 52 s 51         | 5e                             |
| Xu Jiayu                                      | 200 m dos            | 1 min 57 s 76  | 15e         | Forfait       | Forfait     | Éliminé         | Éliminé                        |
| Yan Zibei                                     | 100 m brasse         | 58 s 75        | 5e          | 58 s 72       | 4e          | 58 s 99         | 6e                             |
| Sun Jiajun                                    | 100 m papillon       | 51 s 74        | 16e         | 51 s 82       | 13e         | Éliminé         | Éliminé                        |
| Qin Haiyang                                   | 200 m brasse         | Disqualifié    | Disqualifié | Éliminé       | Éliminé     | Éliminé         | Éliminé                        |
| Qin Haiyang                                   | 200 m 4 nages        | 1 min 58 s 95  | 26e         | Éliminé       | Éliminé     | Éliminé         | Éliminé                        |
| Wang Shun                                     | 200 m 4 nages        | 1 min 57 s 42  | 7e          | 1 min 56 s 22 | 1er         | 1 min 55 s 0 AS | Médaille d'or, Jeux olympiques |
| Wang Shun                                     | 400 m 4 nages        | 4 min 10 s 63  | 10e         | Non disputé   | Non disputé | Éliminé         | Éliminé                        |
| Hong Jinquan Ji Xinjie Wang Shun Zhang Ziyang | 4 × 200 m nage libre | 7 min 8 s 27   | 9e          | Non disputé   | Non disputé | Éliminés        | Éliminés                       |
| He Junyi Sun Jiajun Xu Jiayu Yan Zibei        | 4 × 100 m nage libre | 3 min 31 s 72  | 4e          | Non disputé   | Non disputé | Disqualifiés    | Disqualifiés                   |

| Athlète                                                    | Épreuve              | Série             | Série        | Demi-finale   | Demi-finale  | Finale           | Finale                              |
| Athlète                                                    | Épreuve              | Temps             | Rang         | Temps         | Rang         | Temps            | Rang                                |
| ---------------------------------------------------------- | -------------------- | ----------------- | ------------ | ------------- | ------------ | ---------------- | ----------------------------------- |
| Wu Qingfeng                                                | 50 m nage libre      | 24 s 55           | 10e          | 24 s 32       | 8e           | 24 s 32          | 5e                                  |
| Zhang Yufei                                                | 50 m nage libre      | 24 s 36           | 6e           | 24 s 32       | 8e           | Éliminée         | Éliminée                            |
| Wu Qingfeng                                                | 100 m nage libre     | 53 s 87           | 18e          | 54 s 86       | 16e          | Éliminée         | Éliminée                            |
| Yang Junxuan                                               | 100 m nage libre     | 53 s 2            | 8e           | Forfait       | Forfait      | Éliminée         | Éliminée                            |
| Li Bingjie                                                 | 200 m nage libre     | 1 min 59 s 3      | 20e          | Éliminée      | Éliminée     | Éliminée         | Éliminée                            |
| Yang Junxuan                                               | 200 m nage libre     | 1 min 56 s 17     | 6e           | 1 min 55 s 98 | 4e           | 1 min 55 s 1     | 4e                                  |
| Li Bingjie                                                 | 400 m nage libre     | 4 min 1 s 57      | 2e           | Non disputé   | Non disputé  | 4 min 1 s 8      | Médaille de bronze, Jeux olympiques |
| Tang Muhan                                                 | 400 m nage libre     | 4 min 4 s 7       | 8e           | Non disputé   | Non disputé  | 4 min 4 s 10     | 5e                                  |
| Li Bingjie                                                 | 800 m nage libre     | 8 min 22 s 49     | 10e          | Non disputé   | Non disputé  | Éliminée         | Éliminée                            |
| Wang Jianjiahe                                             | 800 m nage libre     | 8 min 20 s 58     | 8e           | Non disputé   | Non disputé  | 8 min 21 s 93    | 5e                                  |
| Li Bingjie                                                 | 1 500 m nage libre   | 15 min 59 s 92    | 10e          | Non disputé   | Non disputé  | Éliminée         | Éliminée                            |
| Wang Jianjiahe                                             | 1 500 m nage libre   | 15 min 41 s 49 AS | 2e           | Non disputé   | Non disputé  | 15 min 46 s 37   | 4e                                  |
| Chen Jie                                                   | 100 m dos            | 1 min 0 s 7       | 22e          | Éliminée      | Éliminée     | Éliminée         | Éliminée                            |
| Peng Xuwei                                                 | 100 m dos            | 59 s 78           | 9e           | 59 s 98       | 12e          | Éliminée         | Éliminée                            |
| 200 m dos                                                  | 2 min 9 s 3          | 7e                | 2 min 8 s 76 | 8e            | 2 min 8 s 26 | 7e               |                                     |
| 200 m dos                                                  | Liu Yaxin            | 2 min 8 s 36      | 5e           | 2 min 8 s 65  | 6e           | 2 min 8 s 48     | 8e                                  |
| Tang Qianting                                              | 100 m brasse         | 1 min 6 s 47      | 10e          | 1 min 6 s 63  | 10e          | Éliminée         | Éliminée                            |
| Yu Jingyao                                                 | 200 m brasse         | 2 min 23 s 17     | 8e           | 2 min 24 s 76 | 12e          | Éliminée         | Éliminée                            |
| Zhang Yufei                                                | 100 m papillon       | 55 s 82           | 1re          | 55 s 89       | 1re          | 55 s 64          | Médaille d'argent, Jeux olympiques  |
| Zhang Yufei                                                | 200 m papillon       | 2 min 7 s 20      | 1re          | 2 min 4 s 89  | 1re          | 2 min 3 s 86 OR  | Médaille d'or, Jeux olympiques      |
| Yu Liyan                                                   | 200 m papillon       | 2 min 8 s 36      | 3e           | 2 min 7 s 4   | 5e           | 2 min 7 s 85     | 6e                                  |
| Yu Yiting                                                  | 200 m 4 nages        | 2 min 10 s 22     | 8e           | 2 min 9 s 72  | 4e           | 2 min 9 s 57     | 5e                                  |
| Yu Yiting                                                  | 400 m 4 nages        | 4 min 41 s 64     | 11e          | Non disputé   | Non disputé  | Éliminée         | Éliminée                            |
| Ai Yanhan Cheng Yujie Wu Qingfeng Zhu Menghui              | 4 × 100 m nage libre | 3 min 35 s 7      | 6e           | Non disputé   | Non disputé  | 3 min 34 s 76 AS | 7e                                  |
| Li Bingjie Tang Muhan Yang Junxuan Zhang Yufei Dong Jie    | 4 × 100 m nage libre | 7 min 48 s 98     | 3e           | Non disputé   | Non disputé  | 7 min 40 s 33 WR | Médaille d'or, Jeux olympiques      |
| Peng Xuwei Tang Qianting Yang Junxuan Zhang Yufei Chen Jie | 4 × 100 m nage libre | 3 min 57 s 10     | 8e           | Non disputé   | Non disputé  | 3 min 54 s 13    | 4e                                  |
| Xin Xin                                                    | 10 km en eau libre   | Non disputé       | Non disputé  | Non disputé   | Non disputé  | 2 h 0 min 10 s 1 | 8e                                  |

| Athlète                                     | Épreuve              | Série         | Série | Finale        | Finale                             |
| Athlète                                     | Épreuve              | Temps         | Rang  | Temps         | Rang                               |
| ------------------------------------------- | -------------------- | ------------- | ----- | ------------- | ---------------------------------- |
| Xu Jiayu Yan Zibei Yang Junxuan Zhang Yufei | 4 × 100 m nage libre | 3 min 42 s 29 | 3e    | 3 min 38 s 86 | Médaille d'argent, Jeux olympiques |

### Natation synchronisée
| Athlètes                                                                                    | Compétition | Qualifications      | Qualifications  | Qualifications | Qualifications | Finale          | Finale                    | Finale                             |
| Athlètes                                                                                    | Compétition | Programme technique | Programme libre | Total          | Rang           | Programme libre | Programme libre           | Programme libre                    |
| Athlètes                                                                                    | Compétition | Points              | Points          | Total          | Rang           | Points          | Total (technique + libre) | Rang                               |
| ------------------------------------------------------------------------------------------- | ----------- | ------------------- | --------------- | -------------- | -------------- | --------------- | ------------------------- | ---------------------------------- |
| Huang Xuechen Sun Wenyan                                                                    | Duo         | 95,5499             | 96,2333         | 191,7832       | 2e             | 96,9000         | 192,4499                  | Médaille d'argent, Jeux olympiques |
| Feng Yu Guo Li Huang Xuechen Liang Xinping Wang Qianyi Sun Wenyan Xiao Yanning Yin Chengxin | Ballet      | 96,2310             | Non disputé     | Non disputé    | 2e             | 97,3000         | 193,5310                  | Médaille d'argent, Jeux olympiques |

### Pentathlon moderne
| Athlète       | Compétition           | Escrime (épée, une touche) | Escrime (épée, une touche) | Natation (200 m nage libre) | Natation (200 m nage libre) | Natation (200 m nage libre) | Équitation (saut d'obstacles) | Équitation (saut d'obstacles) | Équitation (saut d'obstacles) | Combiné course/tir (3 200 m / pistolet à 10 m) | Combiné course/tir (3 200 m / pistolet à 10 m) | Combiné course/tir (3 200 m / pistolet à 10 m) | Total | Rang |
| Athlète       | Compétition           | Rang                       | Points                     | Temps                       | Rang                        | Points                      | Pénalités                     | Rang                          | Points                        | Temps                                          | Rang                                           | Points                                         | Total | Rang |
| ------------- | --------------------- | -------------------------- | -------------------------- | --------------------------- | --------------------------- | --------------------------- | ----------------------------- | ----------------------------- | ----------------------------- | ---------------------------------------------- | ---------------------------------------------- | ---------------------------------------------- | ----- | ---- |
| Li Shuhan     | Compétition masculine | 26e                        | 196                        | 2 min 9 s 27                | 34e                         | 292                         | 82.14                         | 17e                           | 284                           | 11 min 8 s 89                                  | 13e                                            | 632                                            | 1 404 | 22e  |
| Luo Shuai     | Compétition masculine | 18e                        | 208                        | 2 min 4 s 8                 | 21e                         | 302                         | 82.65                         | 30e                           | 249                           | 10 min 54 s 13                                 | 4e                                             | 646                                            | 1 405 | 21e  |
| Zhang Mingyu  | Compétition féminine  | 20e                        | 199                        | 2 min 15 s 23               | 18e                         | 280                         | 75.69                         | 19e                           | 286                           | 13 min 17 s 67                                 | 31e                                            | 503                                            | 1 268 | 25e  |
| Zhang Xiaonan | Compétition féminine  | 19e                        | 204                        | 2 min 21 s 44               | 31e                         | 268                         | 76.22                         | 11e                           | 293                           | 13 min 10 s 16                                 | 29e                                            | 510                                            | 1 275 | 22e  |

### Plongeon
| Athlète                | Compétition                      | Éliminatoires | Éliminatoires | Demi-finale | Demi-finale | Finale | Finale                             |
| Athlète                | Compétition                      | Points        | Rang          | Points      | Rang        | Points | Rang                               |
| ---------------------- | -------------------------------- | ------------- | ------------- | ----------- | ----------- | ------ | ---------------------------------- |
| Xie Siyi               | Tremplin à 3 mètres              | 520,90        | 2e            | 543,45      | 1er         | 558,75 | Médaille d'or, Jeux olympiques     |
| Wang Zongyuan          | Tremplin à 3 mètres              | 531,30        | 1er           | 540,50      | 1er         | 534,90 | Médaille d'argent, Jeux olympiques |
| Cao Yuan               | Haut-vol à 10 mètres             | 529,30        | 2e            | 513,70      | 1er         | 582,35 | Médaille d'or, Jeux olympiques     |
| Yang Jian              | Haut-vol à 10 mètres             | 546,90        | 1er           | 480,85      | 2e          | 580,40 | Médaille d'argent, Jeux olympiques |
| Wang Zongyuan Xie Siyi | Tremplin à 3 mètres synchronisé  | Non disputé   | Non disputé   | Non disputé | Non disputé | 467,82 | Médaille d'or, Jeux olympiques     |
| Cao Yuan Chen Aisen    | Haut-vol à 10 mètres synchronisé | Non disputé   | Non disputé   | Non disputé | Non disputé | 470,58 | Médaille d'argent, Jeux olympiques |

| Athlète               | Compétition                      | Éliminatoires | Éliminatoires | Demi-finale | Demi-finale | Finale | Finale                             |
| Athlète               | Compétition                      | Points        | Rang          | Points      | Rang        | Points | Rang                               |
| --------------------- | -------------------------------- | ------------- | ------------- | ----------- | ----------- | ------ | ---------------------------------- |
| Shi Tingmao           | Tremplin à 3 mètres              | 350,45        | 1re           | 371,45      | 2e          | 383,50 | Médaille d'or, Jeux olympiques     |
| Wang Han              | Tremplin à 3 mètres              | 347,25        | 2e            | 346,85      | 1re         | 348,75 | Médaille d'argent, Jeux olympiques |
| Chen Yuxi             | Haut-vol à 10 mètres             | 390,70        | 1re           | 407,75      | 2e          | 425,40 | Médaille d'argent, Jeux olympiques |
| Quan Hongchan         | Haut-vol à 10 mètres             | 364,45        | 2e            | 415,65      | 1re         | 466,20 | Médaille d'or, Jeux olympiques     |
| Shi Tingmao Wang Han  | Tremplin à 3 mètres synchronisé  | Non disputé   | Non disputé   | Non disputé | Non disputé | 326,40 | Médaille d'or, Jeux olympiques     |
| Chen Yuxi Zhang Jiaqi | Haut-vol à 10 mètres synchronisé | Non disputé   | Non disputé   | Non disputé | Non disputé | 363,78 | Médaille d'or, Jeux olympiques     |

### Rugby à sept
| Compétition     | Phase de groupe          | Phase de groupe         | Phase de groupe     | Phase de groupe | Quart de finale / MC | Demi-finale / MC         | Finale / 3e / MC   | Finale / 3e / MC |
| Compétition     | Adversaire Score         | Opposition Score        | Opposition Score    | Rang            | Opposition Score     | Opposition Score         | Opposition Score   | Rang             |
| --------------- | ------------------------ | ----------------------- | ------------------- | --------------- | -------------------- | ------------------------ | ------------------ | ---------------- |
| Tournoi féminin | États-Unis Défaite 14-28 | Australie Défaite 10-26 | Japon Victoire 29-0 | 3e              | France Défaite 10-24 | États-Unis Défaite 14-33 | ROC Victoire 22-10 | 7e               |

### Skateboard
| Athlète     | Compétition | Rounds | Rounds | Finale   | Finale   |
| Athlète     | Compétition | Points | Rang   | Points   | Rang     |
| ----------- | ----------- | ------ | ------ | -------- | -------- |
| Zhang Xin   | Park        | 28,16  | 15e    | Éliminée | Éliminée |
| Zeng Wenhui | Street      | 12,31  | 6e     | 9,66     | 6e       |

### Taekwondo
| Athlète      | Compétition           | Huitièmes de finale        | Quarts de finale     | Demi-finale          | Repêchage               | Finale / MB         | Rang                                |
| Athlète      | Compétition           | Adversaire Résultat        | Adversaire Résultat  | Adversaire Résultat  | Adversaire Résultat     | Adversaire Résultat | Rang                                |
| ------------ | --------------------- | -------------------------- | -------------------- | -------------------- | ----------------------- | ------------------- | ----------------------------------- |
| Zhao Shuai   | Moins de 68 kg hommes | Sediqi Victoire 22-20      | Pié Victoire 13-8    | Sinden Défaite 25-33 | -                       | Lee Victoire 17-15  | Médaille de bronze, Jeux olympiques |
| Sun Hongyi   | Plus de 80 kg hommes  | Cho Victoire 7-4           | Šapina Victoire 8-6  | Larin Défaite 3-30   | -                       | Alba Défaite 4-5    | 5e                                  |
| Wu Jingyu    | Moins de 49 kg femmes | Pouryounes Victoire 24-3   | Cerezo Défaite 2-33  | Non qualifié         | Bogdanović Défaite 9-12 | Éliminé             | 7e                                  |
| Zhou Lijun   | Moins de 57 kg femmes | Adamkiewicz Victoire 31-17 | Alizadeh Défaite 8-9 | Éliminée             | Éliminée                | Éliminée            | Éliminée                            |
| Zhang Mengyu | Moins de 67 kg femmes | Tursunkulova Victoire 12-9 | Gbagbi Défaite 9-21  | Éliminée             | Éliminée                | Éliminée            | Éliminée                            |
| Zheng Shuyin | Plus de 67 kg femmes  | Ávila Victoire 20-1        | Laurin Défaite 6-14  | Éliminée             | Éliminée                | Éliminée            | Éliminée                            |

### Tennis
| Athlète                     | Épreuve      | 1/32e de finale               | 1/16e de finale                              | 1/8e de finale                   | Quarts de finale    | Demi-finale         | Finale / MB         | Rang      |
| Athlète                     | Épreuve      | Adversaire Résultat           | Adversaire Résultat                          | Adversaire Résultat              | Adversaire Résultat | Adversaire Résultat | Adversaire Résultat | Rang      |
| --------------------------- | ------------ | ----------------------------- | -------------------------------------------- | -------------------------------- | ------------------- | ------------------- | ------------------- | --------- |
| Wang Qiang                  | Simple dames | Cepede Royg Victoire 6-3, 6-4 | Muguruza Défaite 3-6, 0-6                    | Éliminée                         | Éliminée            | Éliminée            | Éliminée            | Éliminée  |
| Zheng Saisai                | Simple dames | Osaka Défaite 1-6, 4-6        | Éliminée                                     | Éliminée                         | Éliminée            | Éliminée            | Éliminée            | Éliminée  |
| Duan Ying-Ying Zheng Saisai | Double dames | Non disputé                   | Plíšková / Vondroušová Défaite 2-6, 1-6      | Éliminées                        | Éliminées           | Éliminées           | Éliminées           | Éliminées |
| Xu Yifan Yang Zhaoxuan      | Double dames | Non disputé                   | Krunić / Stojanović Victoire 4-6, 6-4, 18-16 | Barty / Sanders Défaite 4-6, 4-6 | Éliminées           | Éliminées           | Éliminées           | Éliminées |

### Tennis de table
| Athlète(s)                       | Compétition        | Tour préliminaire | 1er tour         | 2e tour          | 3e tour               | 4e tour                   | Quarts de finale             | Demi-finale                  | Finale / MB                | Rang                               |
| Athlète(s)                       | Compétition        | Adversaire Score  | Adversaire Score | Adversaire Score | Adversaire Score      | Adversaire Score          | Adversaire Score             | Adversaire Score             | Adversaire Score           | Rang                               |
| -------------------------------- | ------------------ | ----------------- | ---------------- | ---------------- | --------------------- | ------------------------- | ---------------------------- | ---------------------------- | -------------------------- | ---------------------------------- |
| Fan Zhendong                     | Simple messieurs   | Exempté           | Exempté          | Exempté          | Lebesson Victoire 4-0 | Freitas Victoire 4-1      | Jeoung Victoire 4-0          | Lin Victoire 4-3             | Ma Long Défaite 2-4        | Médaille d'argent, Jeux olympiques |
| Ma Long                          | Simple messieurs   | Exempté           | Exempté          | Exempté          | Kamal Victoire 4-1    | Gauzy Victoire 4-1        | Assar Victoire 4-1           | Ovtcharov Victoire 4-3       | Fan Victoire 4-2           | Médaille d'or, Jeux olympiques     |
| Ma Long Fan Zhendong Xu Xin      | Par équipes hommes | Non disputé       | Non disputé      | Non disputé      | Non disputé           | Égypte Victoire 3-0       | France Victoire 3-0          | Corée du Sud Victoire 3-0    | Allemagne Victoire 3-0     | Médaille d'or, Jeux olympiques     |
| Chen Meng                        | Simple dames       | Exemptée          | Exemptée         | Exemptée         | Moret Victoire 4-0    | Zhang Victoire 4-1        | Doo Victoire 4-2             | Yu Victoire 4-2              | Sun Victoire 4-2           | Médaille d'or, Jeux olympiques     |
| Sun Yingsha                      | Simple dames       | Exemptée          | Exemptée         | Exemptée         | Yang Victoire 4-0     | Chen S-y. Victoire 4-0    | Han Victoire 4-0             | Ito Victoire 4-0             | Chen M. Défaite 2-4        | Médaille d'argent, Jeux olympiques |
| Chen Meng Sun Yingsha Wang Manyu | Par équipes femmes | Non disputé       | Non disputé      | Non disputé      | Non disputé           | Autriche Victoire 3-0     | Singapour Victoire 3-0       | Allemagne Victoire 3-0       | Japon Victoire 3-0         | Médaille d'or, Jeux olympiques     |
| Xu Xin Liu Shiwen                | Double mixte       | Non disputé       | Non disputé      | Non disputé      | Non disputé           | Wang / Zhang Victoire 4-1 | Ionescu / Szőcs Victoire 4-0 | Lebesson / Yuan Victoire 4-0 | Mizutani / Ito Défaite 3-4 | Médaille d'argent, Jeux olympiques |

### Tir
| Athlète         | Compétition                   | Qualification | Qualification | Finale   | Finale                              |
| Athlète         | Compétition                   | Points        | Rang          | Points   | Rang                                |
| --------------- | ----------------------------- | ------------- | ------------- | -------- | ----------------------------------- |
| Pang Wei        | Pistolet à air comprimé 10 m, | 578           | 7e            | 217,6    | Médaille de bronze, Jeux olympiques |
| Zhang Bowen     | Pistolet à air comprimé 10 m, | 586           | 2e            | 158,2    | 6e                                  |
| Sheng Lihao     | Carabine à air comprimé 10 m, | 629,2         | 8e            | 250,9    | Médaille d'argent, Jeux olympiques  |
| Yang Haoran     | Carabine à air comprimé 10 m, | 632,7         | 1er           | 229,4    | Médaille de bronze, Jeux olympiques |
| Li Yuehong      | Pistolet à 25 m tir rapide,   | 582           | 6e            | 26       | Médaille de bronze, Jeux olympiques |
| Lin Junmin      | Pistolet à 25 m tir rapide,   | 584           | 4e            | 12       | 6e                                  |
| Zhang Changhong | Carabine à 50 m 3 positions,  | 1 183         | 2e            | 466,0 WR | Médaille d'or, Jeux olympiques      |
| Zhao Zhonghao   | Carabine à 50 m 3 positions,  | 1 173         | 11e           | Éliminé  | Éliminé                             |
| Yu Haicheng     | Trap,                         | 123           | 5e            | 24       | 5e                                  |

| Athlète         | Compétition                   | Qualification | Qualification | Finale   | Finale                              |
| Athlète         | Compétition                   | Points        | Rang          | Points   | Rang                                |
| --------------- | ----------------------------- | ------------- | ------------- | -------- | ----------------------------------- |
| Jiang Ranxin    | Pistolet à air comprimé 10 m, | 587           | 1re           | 218,0    | Médaille de bronze, Jeux olympiques |
| Lin Yuemei      | Pistolet à air comprimé 10 m, | 5797          | 4e            | 176,6    | 5e                                  |
| Wang Luyao      | Carabine à air comprimé 10 m, | 625,8         | 18e           | Éliminée | Éliminée                            |
| Yang Qian       | Carabine à air comprimé 10 m, | 628,7         | 6e            | 251,8    | Médaille d'or, Jeux olympiques      |
| Xiao Jiaruixuan | Pistolet à 25 m,              | 587           | 2e            | 29       | Médaille de bronze, Jeux olympiques |
| Xiong Yaxuan    | Pistolet à 25 m,              | 580           | 16e           | Éliminée | Éliminée                            |
| Chen Dongqi     | Carabine à 50 m 3 positions   | 1 165         | 19e           | Éliminée | Éliminée                            |
| Shi Mengyao     | Carabine à 50 m 3 positions   | 1 171         | 9e            | Éliminée | Éliminée                            |
| Wei Meng        | Skeet,                        | 124           | 1re           | 46       | Médaille de bronze, Jeux olympiques |
| Zhang Donglian  | Skeet,                        | 116           | 17e           | Éliminée | Éliminée                            |
| Deng Weiyun     | Trap,                         | 115           | 18e           | Éliminée | Éliminée                            |
| Wang Xiaojing   | Trap,                         | 117           | 11e           | Éliminée | Éliminée                            |

| Athlète                   | Compétition                   | Qualification 1 | Qualification 1 | Qualification 2 | Qualification 2 | Finale / 3e place                         | Finale / 3e place              |
| Athlète                   | Compétition                   | Points          | Rang            | Points          | Rang            | Adversaie Résultat                        | Rang                           |
| ------------------------- | ----------------------------- | --------------- | --------------- | --------------- | --------------- | ----------------------------------------- | ------------------------------ |
| Sheng Lihao Zhang Yu      | Carabine à air comprimé 10 m, | 626,7           | 11e             | Éliminés        | Éliminés        | Éliminés                                  | Éliminés                       |
| Yang Haoran Yang Qian     | Carabine à air comprimé 10 m, | 633,2           | 1er             | 419,7           | 1er             | Tucker / Kozeniesky Victoire 17-13        | Médaille d'or, Jeux olympiques |
| He Zhengyang Wang Qian    | Pistolet à air comprimé 10 m, | 576             | 7e              | 380             | 6e              | Éliminés                                  | Éliminés                       |
| Pang Wei Jiang Ranxin     | Pistolet à air comprimé 10 m, | 581             | 3e              | 387             | 1er             | Batsarashkina / Chernousov Victoire 16-14 | Médaille d'or, Jeux olympiques |
| Yu Haicheng Wang Xiaojing | Trap                          | 144             | 9e              | Non disputé     | Non disputé     | Éliminés                                  | Éliminés                       |

### Tir à l'arc
| Athlète                              | Compétition                                    | Tour préliminaire | Tour préliminaire | 1er tour                     | 2e tour               | 3e tour                 | Quarts de finale           | Demi-finale      | Finale / 3e place | Rang      |
| Athlète                              | Compétition                                    | Score             | Rang              | Adversaire Score             | Adversaire Score      | Adversaire Score        | Adversaire Score           | Adversaire Score | Adversaire Score  | Rang      |
| ------------------------------------ | ---------------------------------------------- | ----------------- | ----------------- | ---------------------------- | --------------------- | ----------------------- | -------------------------- | ---------------- | ----------------- | --------- |
| Li Jialun                            | Individuel hommes,                             | 669               | 11e               | Baatarkhuyagiin Victoire 6-4 | De Smedt Victoire 6-5 | Abdullin Victoire 6-5   | Furukawa Défaite 0-6       | Éliminé          | Éliminé           | Éliminé   |
| Wang Dapeng                          | Individuel hommes,                             | 668               | 13e               | Mussayev Victoire 6-4        | Mohamad Défaite 5-6   | Éliminé                 | Éliminé                    | Éliminé          | Éliminé           | Éliminé   |
| Wei Shaoxuan                         | Individuel hommes,                             | 674               | 7e                | Pineda Victoire 6-0          | Worth Défaite 4-6     | Éliminé                 | Éliminé                    | Éliminé          | Éliminé           | Éliminé   |
| Li Jialun Wang Dapeng Wei Shaoxuan   | Par équipes hommes,                            | 2 011             | 3e                | Non disputé                  | Non disputé           | Exemptés                | Taipei chinois Défaite 1-5 | Éliminés         | Éliminés          | Éliminés  |
| Long Xiaoqing                        | Individuel femmes,                             | 646               | 28e               | Amăistroaie Victoire 6-2     | Brown Défaite 0-6     | Éliminée                | Éliminée                   | Éliminée         | Éliminée          | Éliminée  |
| Wu Jiaxin                            | Individuel femmes,                             | 652               | 18e               | Folkard Victoire 6-2         | Bettles Victoire 6-2  | Nakamura Victoire 7-1   | Boari Défaite 2-6          | Éliminée         | Éliminée          | Éliminée  |
| Yang Xiaolei                         | Individuel femmes,                             | 654               | 14e               | Mîrca Victoire 6-0           | Anagöz Défaite 2-6    | Éliminée                | Éliminée                   | Éliminée         | Éliminée          | Éliminée  |
| Long Xiaoqing Wu Jiaxin Yang Xiaolei | Par équipes femmes,                            | 1 952             | 5e                | Non disputé                  | Non disputé           | Biélorussie Défaite 3-5 | Éliminées                  | Éliminées        | Éliminées         | Éliminées |
| Wei Shaoxuan Yang Xiaolei            | \|style="text-align:left;"\| Par équipe mixte, | 1 328             | 5e                | Non disputé                  | Non disputé           | Grande-Bretagne         | Éliminés                   | Éliminés         | Éliminés          | Éliminés  |

### Triathlon
| Athlète        | Compétition | Natation (1,5 km) | Transition 1 | Vélo (40 km)    | Transition 2    | Course (10 km)  | Temps           | Résultat        |
| -------------- | ----------- | ----------------- | ------------ | --------------- | --------------- | --------------- | --------------- | --------------- |
| Zhong Mengying | Femmes      | 19 min 53 s       | 45 s         | Concède un tour | Concède un tour | Concède un tour | Concède un tour | Concède un tour |

### Voile
| Athlète                   | Compétition         | Régate | Régate | Régate | Régate | Régate | Régate | Régate | Régate | Régate | Régate | Régate      | Régate      | Régate | Total net | Rang final                          |
| Athlète                   | Compétition         | 1      | 2      | 3      | 4      | 5      | 6      | 7      | 8      | 9      | 10     | 11          | 12          | CM     | Total net | Rang final                          |
| ------------------------- | ------------------- | ------ | ------ | ------ | ------ | ------ | ------ | ------ | ------ | ------ | ------ | ----------- | ----------- | ------ | --------- | ----------------------------------- |
| Wang Yang (en) Xu Zangjun | 470 hommes          | 15     | 11     | 13     | 8      | 11     | 14     | 4      | 15     | 14     | 5      | Non disputé | Non disputé | EL     | 95        | 13e                                 |
| He Chen                   | Finn hommes         | 16     | 14     | 14     | 17     | 16     | 15     | 9      | 14     | 15     | 11     | Non disputé | Non disputé | EL     | 124       | 15e                                 |
| Bi Kun                    | RS:X hommes         | 7      | 9      | 16     | 4      | 13     | 26     | 1      | 3      | 2      | 4      | 2           | 6           | 8      | 75        | Médaille de bronze, Jeux olympiques |
| Wei Mengxi Gao Haiyan     | 470 femmes          | 9      | 15     | 16     | 14     | 22 DSQ | 18     | 11     | 15     | 14     | 17     | Non disputé | Non disputé | EL     | 129       | 18e                                 |
| Chen Shasha Ye Jin        | 49er FX femmes      | 20     | 19     | 17     | 22 DNF | 22 DNS | 14     | 22 DSQ | 22 DSQ | 22 DSQ | 2      | 10          | 1           | EL     | 171       | 19e                                 |
| Zhang Dongshuang          | Laser Radial femmes | 31     | 33     | 30     | 7      | 27     | 20     | 45     | 28     | 6      | 6      | Non disputé | Non disputé | EL     | 188       | 24e                                 |
| Lu Yunxiu                 | RS:X femmes         | 2      | 9      | 25     | 2      | 2      | 1      | 4      | 2      | 1      | 2      | 3           | 2           | 6      | 36        | Médaille d'or, Jeux olympiques      |
| Hu Xiaoxiao Yang Xuezhe   | Nacra 17 mixte      | 13     | 19     | 14     | 15     | 16     | 15     | 16     | 20     | 16     | 14     | 14          | 15          | EL     | 167       | 16e                                 |

### Volley-ball

#### Beach-volley
| Athlètes             | Compétition     | Tour préliminaire                                | Tour préliminaire                               | Tour préliminaire                           | Tour préliminaire | Repêchage        | 1/8e de finale                                  | Quarts de finale | Demi-finale      | Finale / 3e place | Rang      |
| Athlètes             | Compétition     | Adversaire Score                                 | Adversaire Score                                | Adversaire Score                            | Rang              | Adversaire Score | Adversaire Score                                | Adversaire Score | Adversaire Score | Adversaire Score  | Rang      |
| -------------------- | --------------- | ------------------------------------------------ | ----------------------------------------------- | ------------------------------------------- | ----------------- | ---------------- | ----------------------------------------------- | ---------------- | ---------------- | ----------------- | --------- |
| Wang Xinxin Xue Chen | Tournoi féminin | Klineman / Ross Défaite 17-21, 19-21             | Keizer / Meppelink Victoire 19-21, 31-29, 15-13 | Fernández / Baquerizo Victoire 21-13, 21-10 | 2e                | -                | Clancy / Artacho del Solar Défaite 20-22, 13-21 | Éliminées        | Éliminées        | Éliminées         | Éliminées |
| Wang Fan Xia Xinyi   | Tournoi féminin | Bansley / Wilkerson Victoire 18-21, 21-15, 15-11 | Ágatha / Duda Victoire 21-18, 21-14             | Gallay / Pereyra Victoire 21-14, 21-13      | 1re               | -                | Ramos / Cavalcante Défaite 14-21, 21-23         | Éliminées        | Éliminées        | Éliminées         | Éliminées |

#### Volley-ball (indoor)
| Compétition     | Phase de groupe     | Phase de groupe        | Phase de groupe  | Phase de groupe     | Phase de groupe        | Phase de groupe | Quart de finale  | Demi-finale      | Finale / 3e place | Finale / 3e place |
| Compétition     | Adversaire Score    | Adversaire Score       | Adversaire Score | Adversaire Score    | Adversaire Score       | Rang            | Adversaire Score | Adversaire Score | Adversaire Score  | Rang              |
| --------------- | ------------------- | ---------------------- | ---------------- | ------------------- | ---------------------- | --------------- | ---------------- | ---------------- | ----------------- | ----------------- |
| Tournoi féminin | Turquie Défaite 0-3 | États-Unis Défaite 0-3 | ROC Défaite 2-3  | Italie Victoire 3-0 | Argentine Victoire 3-0 | 5e              | Éliminées        | Éliminées        | Éliminées         | Éliminées         |

### Water-polo
| Phase de groupe   | Phase de groupe         | Phase de groupe      | Phase de groupe       | Phase de groupe  | Phase de groupe | Quart de finale      | Demi-finale           | Finale / 3e place   | Finale / 3e place |
| Adversaire Score  | Adversaire Score        | Adversaire Score     | Adversaire Score      | Adversaire Score | Rang            | Adversaire Score     | Adversaire Score      | Adversaire Score    | Rang              |
| ----------------- | ----------------------- | -------------------- | --------------------- | ---------------- | --------------- | -------------------- | --------------------- | ------------------- | ----------------- |
| ROC Défaite 17-18 | États-Unis Défaite 7-12 | Japon Victoire 16-11 | Hongrie Victoire 11-9 | Exemptées        | 4e              | Espagne Défaite 7-11 | Pays-Bas Défaite 6-13 | Canada Défaite 7-16 | 8e                |